# معركة ستالينغراد
معركة ستالينغراد هي إحدى أهم المعارك الكبرى والفاصلة التي شهدتها الحرب العالمية الثانية. جرت في مدينة ستالينغراد (فولغوغراد اليوم) خلال الحملة العسكرية الألمانية على الاتحاد السوفيتي، واستمرت حوالي 6 أشهر بين 21 أغسطس 1942 و2 فبراير 1943.
بدأ الهجوم على ستالينغراد في صيف 1942، حيث سبق سلاح الجو الألماني وصول القوات البرية منفذا حملات قصف جوي عنيف ومتواصل حولت المدينة إلى أنقاض وأطلال. لكن ذلك انعكس بعدها سلبا على الجيش الألماني وأرغمه على التخلي عن تكتيكه الناجح الـ"Blitzkrieg" أو حرب البرق الذي يعتمد بصفة كبيرة على سلاح الدبابات والهجمات السريعة الخاطفة، ليجد نفسه غارقا في حرب مدن من بيت لبيت ومن شارع لشارع.
داخل المدينة احتدم القتال العنيف بين الفيرماخت والجيش الأحمر، وسط قلة اعتبار لسقوط الضحايا سواء عسكريين أومدنيين، فقد أعطى اسم «ستالينغراد» للمعركة أهمية بالغة واستثنائية عند كل من جوزيف ستالين الذي تحمل المدينة اسمه ونظيره الألماني أدولف هتلر، فكان من المستحيل أن يقبلا الخسارة فيها مهما كلفهما الأمر. على الرغم من تمكن الألمان من إخضاع كامل المدينة تقريبا بعد مقاومة شديدة واجهوها من السوفيات، إلا أنهم فشلوا في كسر آخر الخطوط الدفاعية للجيش الأحمر الذي تمسكت قواته بالضفة الغربية لنهر الفولغا.
في 19 نوفمبر 1942، بدأ السوفيات حملة عسكرية أطلقوا عليها «عملية أورانوس». شن الجيش الأحمر هجومين متزامنين ضد مواقع القوات الرومانية التي تحمي الجناحين الأيمن والأيسر للجيش السادس الألماني المتواجد داخل المدينة. كانت هذه القوات ضعيفة مقارنة بنظيرتها الألمانية فانهارت بسرعة بعد معارك عنيفة مع السوفيات الذين تمكنوا في 23 نوفمبر من محاصرة وتطويق حوالي 250,000 من قوات الجيش السادس والفيلق 4 التابع للجيش الرابع بانزر داخل المدينة. بحلول الشتاء، ومع تواصل الحصار بدأت المقاومة الألمانية تضعف، فقد تسبب البرد والجوع في إنهاك الجنود، وتعطلت الآليات والمدرعات لقلة الوقود، إضافة إلى نقص الذخيرة، في وقت اشتدت الهجمات السوفيتية التي تريد إنهاء وجودهم. ازداد الأمر سوءا برفض هتلر قيام الجيش السادس بكسر الحصار والخروج من ستالينغراد حيث أمرهم بالبقاء مهما كلفهم الثمن مع ضمان مواصلة تزويدهم بالإمدادات عن طريق جسر جوي، وقيام القوات الأخرى بهجوم مضاد لكسر الحصار وتوحيد القوات. لكن ذلك لم ينجح بعدما فشل الهجوم الألماني المضاد «عملية عاصفة الشتاء» في الوصول إلى ستالينغراد، وعجزت عمليات التموين بالجو عن نقل كميات كافية من المؤن والذخيرة لتغطية حاجيات الجيش، ثم توقفت كلياً بعد احتلال الجيش الأحمر للمطارات التي تستعملها القوات الألمانية سواء التي داخل المدينة أو القريبة منها. قاد كل ذلك للانهيار التام للجيش الألماني السادس الذي اضطر قائده فريدريك باولوس للاستسلام في 2 فبراير 1943 ومعه أغلب قوات الجيش السادس رغم مواصلة البعض الآخر القتال إلى أن تمت تصفيتهم :p.932.
بلغت الخسائر البشرية في معركة ستالينغراد حوالي مليوني ضحية، ما يصنفها كإحدى أكبر المعارك دموية في تاريخ الحروب. الجيش الألماني تعرض لثاني أكبر خسارة له في الحرب العالمية الثانية، والتي كان لها الدور الأكبر في تحول مجرى الحرب العالمية الثانية فلم يستعد النازيون قوتهم السابقة ولم يحققوا بعدها أي انتصار استراتيجي في الشرق.
يمكن تلخيص المعركة في ثلاثة فصول وهي:
- الحصار الألماني لستالينغراد.
- المعركة داخل المدينة.
- الهجوم السوفيتي المضاد وتدمير الجيش السادس

## جغرافية المدينة وأهميتها
تمتد مدينة ستالينغراد بمحاذاة الضفة اليمنى لنهر الفولغا ويبلغ طولها 30 كم ولها أهمية صناعية خاصة وتعتبر المنطقة من الأراضي المنبسطة التي تكثر فيها المستنقعات والسبخات وهي امتداد للسهل الأوروبي وهي من أغنى مناطق الاتحاد السوفيتي من حيث الثروات.

## خلفية تاريخية
بحلول ربيع 1942، ورغم عدم بلوغ «عملية بارباروسا» هدفها بالقضاء النهائي على الاتحاد السوفيتي إلا أن الحرب كانت تجري بصفة جيدة للألمان، فغواصات "U-boat" كانت تقود بنجاح معركة الأطلسي، ورومل نجح في احتلال مدينة طبرق الليبية:p.522. الجانب الشرقي كانت فيه الجبهة تعرف استقرارا على طول الخط الرابط بين مدينتي لينينغراد شمالا إلى روستوف جنوبا تخللتها بعض الهجمات خصوصا في نطاق موسكو شمالا وخاركوف جنوبا والتي أجبرت الألمان على التراجع بعض الشيء، لكنها لم تكن ذات تهديد كبير. هتلر كان واثقا من السيطرة على الجيش الأحمر بعد شتاء 1941، فبرغم مواجهة مجموعة الجيوش الوسطى لمعاناة كبيرة غرب موسكو في ذلك الشتاء إلا أن 65% من قواتها لم تكن قد شاركت بعد في الحرب وكانت ترتاح ويجري إعادة تجهيزها.أما مجموعة الجيوش الشمالية ومجموعة الجيوش الجنوبية فلم تواجها أيضا ضغوطا شديدة خلال فصل الشتاء:p.144. في الجانب الروسي كان ستالين قد أصدر القرار رقم 227 «لا خطوة إلى الوراء» بعد معاناة الجيش الأحمر من خسارة بلغت 259% من قوته في 1941، وصار يتوقع أن يكون الهجوم الألماني الصيفي موجها أساسا إلى موسكو.
الهجوم الألماني الصيفي في الجبهة الجنوبية والشرقية كان مقيدا بهدفين رئيسيين: الوقت والموارد المادية. هتلر كان يصر على إنهاء الهجوم قبل أن يصير دخول الولايات المتحدة الأمريكية أمرا لا مفر منه، إضافة إلى عزمه على تأمين نفط منطقة القوقاز لصالحه، ما يمنعه عن السوفيات ويؤمن موارد نفط اضافية لألمانيا:p.528.
استنتج السوفيات أنهم تحت ضغوط هائلة بسبب الوقت والموارد التي قد تضيع، وأمروا بتجنيد كل من يملك قوة كافية لحمل السلاح وإرسالهم للقتال:p.94. خلال هذه المرحلة من الحرب كان السوفيات أقل قدرة على القيام بعمليات تحريك سريع للقوات من نظرائهم الألمان، في حين كان يغلب على المعارك في المناطق الآهلة بالسكان القتال المتقارب بالأسلحة الفردية أكثر من الوحدات المدرعة والميكانيكية الذي كانت القوات الألمانية بارعة فيه، فهي أساسا كانت مدربة وخبيرة في أداء التحركات والهجمات السريعة الخاطفة بدبابات البانزر.

## العملية الزرقاء
| معركة ستالينغراد   | اذا لم نحصل على نفط غروزني ومايكوب عليّ اذا أن أنهي هذه الحرب | معركة ستالينغراد |
| — أدولف هتلر:p.514 |                                                              |                  |

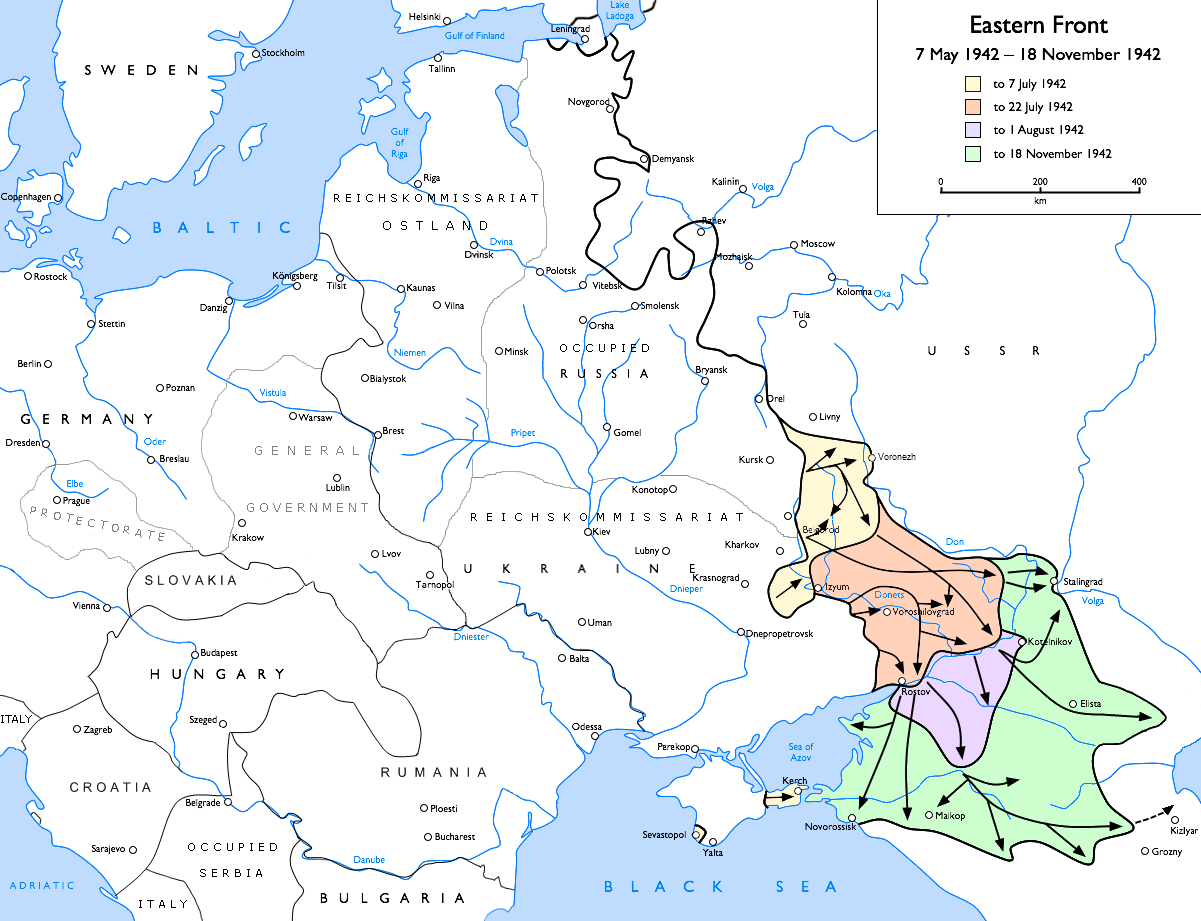
العملية الزرقاء: التقدم الألماني ما بين 7 مايو حتى 18 نوفمبر 1942
حتى 7 يوليو 1942
حتى 22 يوليو 1942
حتى 1 أغسطس 1942
حتى 18 نوفمبر 1942

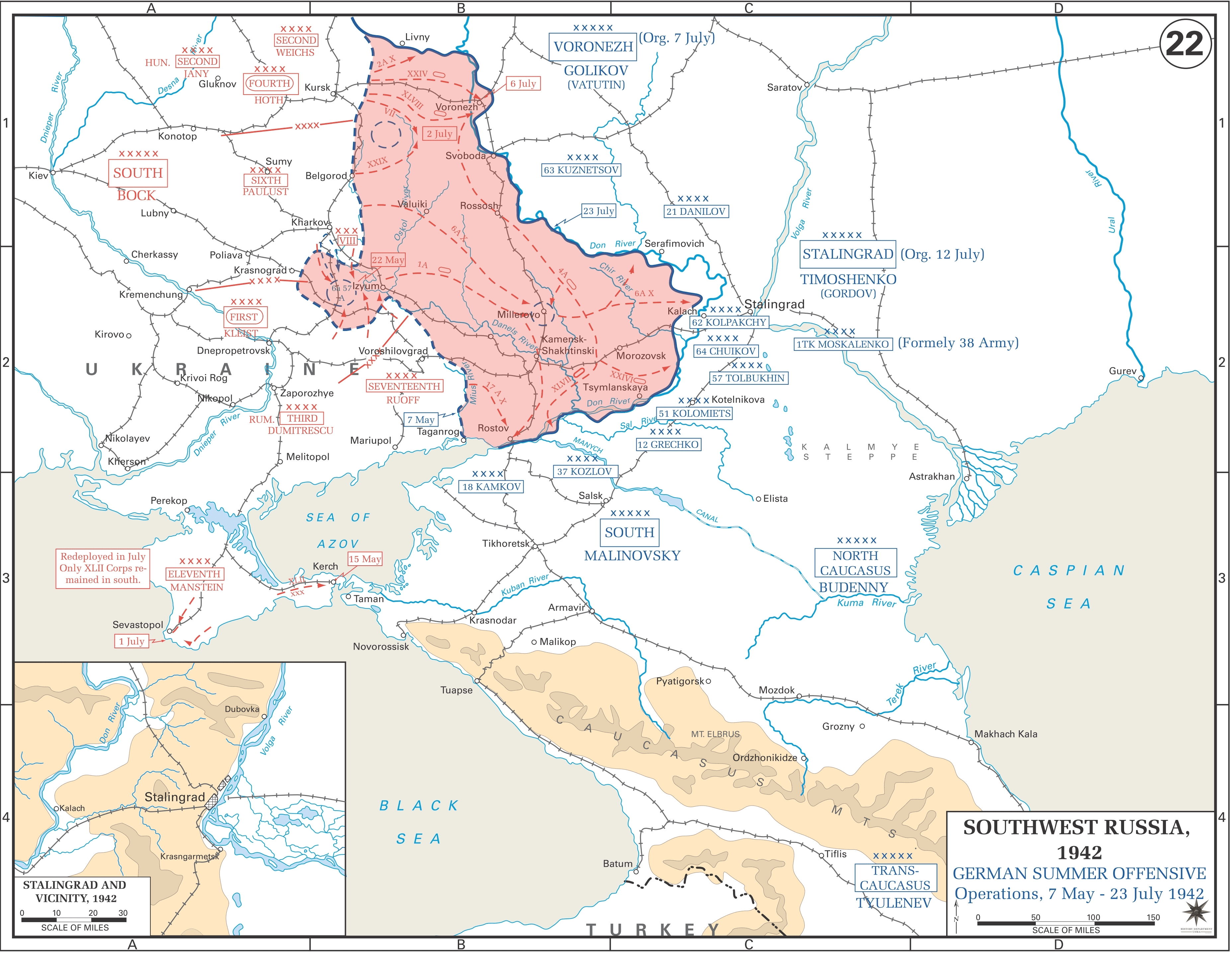
التقدم الألماني نحو نهر الدون ما بين 7 مايو و 23 يوليو 1942.

تم اختيار مجموعة الجيوش الجنوبية من أجل التقدم السريع في مناطق سهوب روسيا إلى غاية منطقة القوقاز والاستيلاء على حقول النفط هناك. مخطط الهجوم الصيفي تم إعطاؤه الاسمي الترميزي العملية الزرقاء (بالألمانية: Fall Blau، بالإنجليزية: Case Blue) وأوكلت مهمة تنفيذه لكل من الجيش السادس، الجيش السابع عشر، الجيش الرابع بانزر والجيش الأول بانزر. تمكنت مجموعة الجيوش الجنوبية من تجاوز جمهورية أوكرانيا السوفيتية الاشتراكية في 1941.
لم يكن المخطط في البداية يشمل الهجوم على ستالينغراد، إلا أن هتلر ورغم تحذيرات جنرالاته، أمر مجموعة الجيوش الجنوبية بتقسيم القوات إلى مجموعتين مجموعة جيوش «أ» وتحتوي الجيش السابع عشر والجيش الأول بانزر بقيادة فيلهلم لست وأوكلت لها مهام مواصلة الهجوم نحو حقول نفط القوقاز، في حين أوكلت لمجموعة الجيوش «ب» وتحتوي الجيش السادس الذي يقوده فريدريك باولوس والجيش الرابع بانزر الذي يقوده هرمان هوث مهمة الهجوم على ستالينغراد ومنطقة نهر الـفولغا. كانت قيادة مجموعة الجيوش «ب» موكلة للـماريشال فيدور فون بوك وبعده أوكلت للجنرال ماكسيميليان فون فيخس:p.915.
بداية «العملية الزرقاء» كانت مقررة في شهر مايو 1942، لكن بعض الوحدات الألمانية والرومانية المشاركة كانت ما تزال في شبه جزيرة القرم للمشاركة في عملية حصار سيفاستوبول والقوات السوفيتية التي بداخلها. تأخر نهاية الحصار أجّل بداية «العملية الزرقاء» عدة مرات، ولم تسقط مدينة سيفاستوبول إلا في نهاية شهر يونيو. في نفس الوقت كانت عمليات أخرى جارية لإنهاء جيوب المقاومة السوفيتية في معركة خاركوف الثانية بعدما تم حصار عدد كبير من القوات السوفيتية في 22 مايو.
بدأت «العملية الزرقاء» أخيرا بعدما شنت مجموعة الجيوش الجنوبية هجومها على الجنوب الروسي في 28 يونيو 1942، بدأ الهجوم بنجاح حيث تقدمت القوات الألمانية خلال السهوب الشاسعة متوجهة نحو الشرق. وواجهت خلالها بعض المقاومة السوفيتية وعدة محاولات من طرفهم لإقامة خطوط دفاعية، باءت كلها بالفشل بعد التفاف الوحدات الألمانية عليها، ما نشأ عنه حصار عدد كبير من القوات وتدمير اثنين من جيوب المقاومة السوفيتية الأول في شمال خاركوف في 2 يوليو والثاني في محاذاة مدينة ميليروفو في منطقة روستوف أوبلاست أسبوعا من بعد.
في نفس الوقت كان الجيش الثاني المجري والجيش الرابع بانزر يشنان هجوما على مدينة فورونيج التي تم إخضاعها بتاريخ 5 يوليو.
التقدم الأولي للجيش السادس كان ناجحا ما جعل هتلر يتدخل ويأمر بضم الجيش الرابع بانزر لمجموعة الجيوش «أ» في الجنوب. نجم عن ذلك ازدحام كبير على الطرق القليلة الموجودة التي كان كلا الجيشين بحاجة للمرور عبرها في نفس الوقت، وصل الأمر إلى تعطل كلي لتنقل الجيشين في محاولة لتنظيم حركة مرور آلاف المركبات والآليات العسكرية، كل ذلك سبب تأخير الحملة لحوالي أسبوع كامل. لكن هتلر تراجع بعد رؤيته حجم التأخر الذي حدث، وقرر إعادة الجيش الرابع بانزر إلى مجموعة الجيوش «ب» المكلفة بالهجوم على ستالينغراد.
في أواخر شهر يوليو، دفع التقدم الألماني القوات السوفيتية للتراجع وراء نهر الدون الذي يفصله عن نهر الفولغا حوالي 64 كلم، تقدم الألمان وأبقوا على مستودعات التموين الرئيسية لهم غرب نهر الدون وهو ما سيكون له انعكاسات سلبية كبيرة على سير المعركة بعد ذلك. بدأ آنذاك توجيه القوات الإيطالية والرومانية والمجرية لحماية الجناح الشمالي للجيوش الألمانية. حصل الإيطاليون على عديد الأوسمة الألمانية، لكن كان ينظر لهم أحيانا بقلة احترام، وكانوا حتى متهمين بالخيانة وهبوط روحهم المعنوية، لكن في الحقيقة عدم فعاليتهم في المعارك ترجع أساسا لندرة المعدات، قدم الأسلحة، والتكتيكات البدائية التي يستعملها الضباط الإيطاليون، وقد برز الإيطاليون بالفعل في عدد من المعارك منها معركة نيكولايفكا.

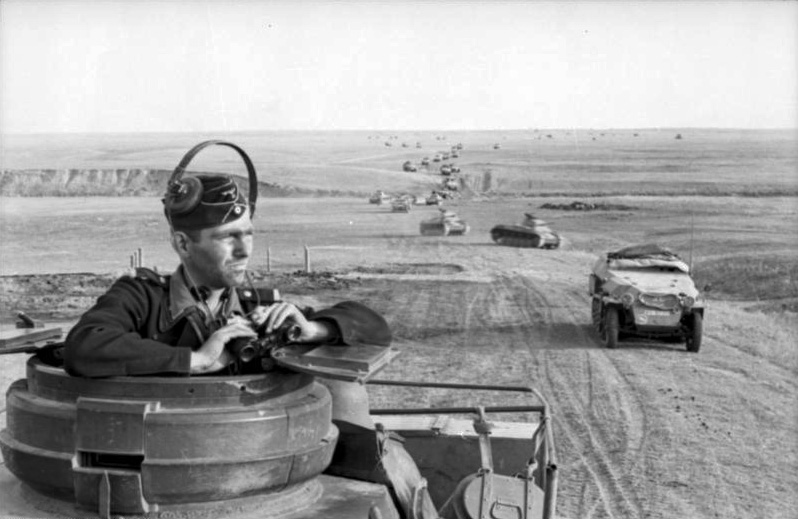
تقدم الآليات الألمانية نحو ستالينغراد، قائد إحدى الدبابات التابعة للفرقة 24 بانزر يستطلع الأوضاع.

صار الجيش السادس بعيدا عشرات الكيلومترات فقط عن ستالينغراد، أما الجيش الرابع بانزر الموجود في جنوبها فسيتجه شمالا للمساعدة في إخضاع المدينة. إلى الجنوب مجموعة الجيوش «ب» تندفع إلى منطقة القوقاز، لكن تقدمهم تباطأ بسبب تزايد مدى خطوط الإمدادات. لم تكن مجموعتا الجيوش تساعدان بعضهما البعض نظرا للمسافة الكبيرة الفاصلة بينهما.
النوايا الألمانية التي صارت واضحة في شهر يوليو، دفعت جوزيف ستالين لتعيين الماريشال أندري يريومينكو لقيادة الجبهة الجنوبية الشرقية يوم 1 أغسطس، يريومينكو والكوميسار نيكيتا خروتشوف كلفا بإعداد خطة دفاع ستالينغراد:p.25, 48. الحدود الشمالية للمدينة كان يشكلها نهر الفولغا الكبير، والذي تم عبره نشر وحدات روسية إضافية تم بها تشكيل جيش جديد هو الجيش 62 الذي عيّـن يريومينكو لقيادته الفريق فاسيلي تشويكوف في 11 سبتمبر. كانت الوضعية جد صعبة، حين سأله خروتشوف عن كيفية تقييمه لمهمته أجاب تشويكوف: «سندافع عن المدينة أو نموت أثناء المحاولة»:p.127. وجهت للجيش 62 مهمة الدفاع عن المدينة بأي ثمن. قادة تشويكوف قلدوه أثناء المعركة أحد وسامي بطل الاتحاد السوفيتي اللذين حصل عليهما.

## الهجوم على ستالينجراد
| معركة ستالينغراد | لا خطوة إلى الوراء | معركة ستالينغراد |
| — جوزيف ستالين   |                    |                  |

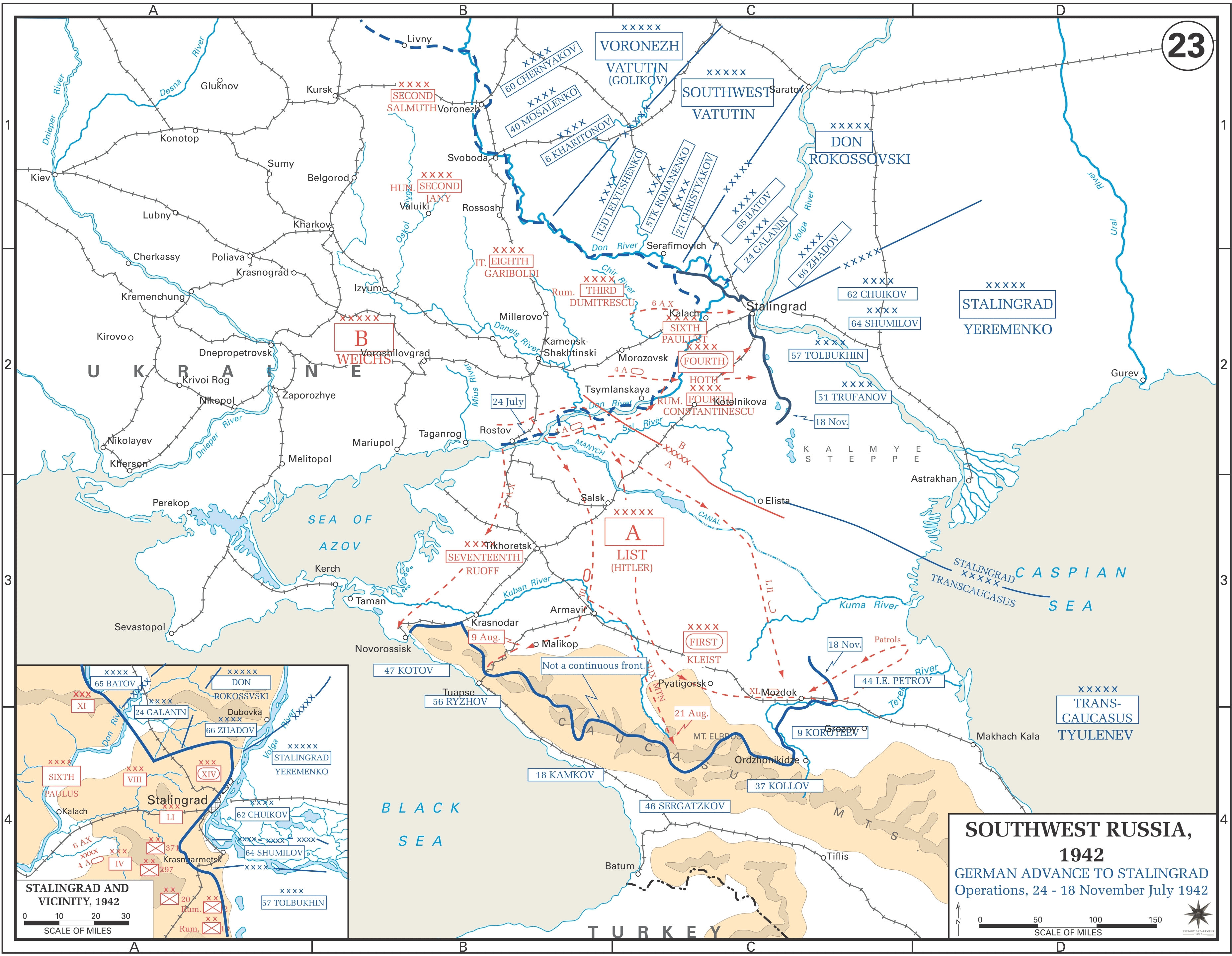
التقدم الألماني نحو ستالينحراد بين 24 يوليو و 18 نوفمبر.

تلقى السوفيات تحذيرات كافية بأن الألمان سيهاجمون ستالينغراد، وهو ما جعلهم يشحنون جميع ما فيها من حبوب وماشية ونقلوا عربات السكة الحديدية عبر نهر الفولغا بعيدا كي لا تصيبها الأضرار، ما جعل المدينة تعاني مسبقا نقص الغذاء حتى قبل بداية الهجوم الألماني. استمرت بعض المصانع في الإنتاج خصوصا مصنع دبابات تي-34. قبل وصول قوات الفيرماخت، سبقهم إليها سلاح الجو الألماني الـ"Luftwaffe" التي جعلت من نهر الفولغا الشريان الحيوي لايصال الإمدادات إلى المدينة محرما على السفن السوفيتية، حيث ما بين 25 و 31 يوليو تم اغراق 23 سفينة روسية وعطلت 9 سفن أخرى:p.69.
بدأت المعركة بقصف جوي عنيف من «لوفتفافه» نفذه الأسطول الجوي الرابع "Luftflotte 4" بقيادة فولفرام فرايهر فون ريشتهوفن والذي كان يعد في صيف وخريف 1942 أقوى تشكيل جوي في العالم، ألقي على المدينة حوالي 1,000 طن من القنابل:p.122، ما حولها سريعا إلى أطلال، رغم ذلك استمرت بعض المصانع بالإنتاج في وقت كان عمالها يلتحقون بالقتال.

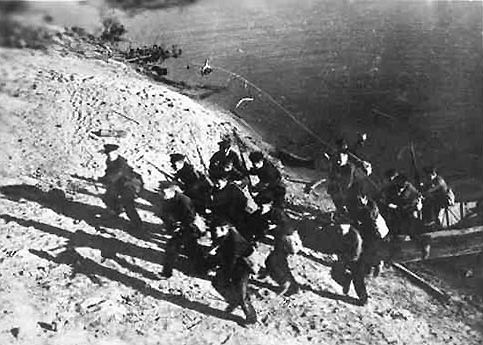
جنود سوفيات ينزلون على الضفة الغربية لنهر الفولغا.

ستالين أسرع بإرسال جميع ما توفر من قوات إلى الضفة الشرقية لنهر الفولغا، حتى التي كانت منها بعيدة في سيبيريا، جميع العبّارات المتوفرة قام سلاح الجو الألماني بتدميرها، وبدأ بعدها يستهدف القوات المنقولة في زوارق تجرها الساحبات ببطء عبر النهر الذي تم من خلاله إجلاء الكثير من المدنيين للضفة الأخرى، لكن ستالين قرر منع عمليات إخلاء المدنيين من المدينة إيمانا منه أن بقائهم فيها سيحث الجنود المدافعين على مقاومة أكبر:p.106. وقد أجبر هؤلاء ومن بينهم النساء والأطفال على العمل في حفر الخنادق وبناء التحصينات.
قام الألمان في 23 أغسطس، بعمليات قصف استراتيجي هائل سببت عاصفة نارية هائلة وأدت لمقتل آلاف المدنيين وحولت معها المدينة إلى خراب وأنقاض. 90% من الفضاء المعيشي لمنطقة فوروشيلوفسكي إحدى مقاطعات المدينة تم تدميره. أوردت التقارير السوفيتية ما بين 23 و26 أغسطس عن مقتل 955 من السكان وجرح 1181 آخرين نتيجة القصف:p.73، أما رقم 40,000 ضحية فهو مبالغ به بشدة:p.188-189، فلم يسجل السوفيات يوم 25 أغسطس أي جريح مدني أو عسكري نتيجة القصف.
سلاح الجو السوفيتي، كانت قد اكتسحته طائرات «لوفتفافه»، التي هاجمت تجمعات الطائرات السوفيتية الواقعة قرب المدينة ودمرت فيها 201 طائرة ما بين 23 و31 أغسطس، ورغم التعزيزات الهزيلة بحوالي 100 طائرة في شهر أغسطس، لم يبق لسلاح الجو السوفيتي إلا 192 طائرة منها 57 مقاتلة فقط:p.74. واصل السوفيات الدفع بتعزيزاتهم الجوية لمنطقة ستاليغراد في أواخر سبتمبر، لكن معاناتهم تواصلت مع خسائرهم المروعة. فرضت «لوفتڤافه» سيطرة جوية كاملة على سماء ستالينغراد، لكن ونظرا لنقل المصانع السوفيتية إلى ما وراء جبال الأورال في 1941، بلغ إنتاج الطائرات 15,800 وحدة إلى غاية منتصف 1942 فقط، والتي بواسطتها تمكن سلاح الجوي السوفيتي من الحفاظ على قوة كبيرة، وبناء مخزون استراتيجي يمكنه حتى من التفوق على «لوفتڤافه»:p.86.
في البداية وقع عبء الدفاع عن المدينة على عاتق الفوج 1077 المضاد للطائرات، الوحدة كانت مشكلة أساسا من نساء متطوعات قلة منهن سبق وأن أطلقن النار بمدفع الـ37 مم وجميعهن لم يتدربن على مهاجمة الأهداف الأرضية:p.106، فنظرا للنقص الذي واجهه السوفيات في القوة الرجالية، تواجدت النساء المجندات في القتال.:p.108. رغم عدم وصول أي دعم من قبل الوحدات الأخرى، إلا أن مدفعيي الوحدة تمسكوا بأماكنهم وواجهوا دبابات فرقة البانزر 16 المتقدمة والتي كان عليها أن تقاتل مدفعيي الفوج 1077 «طلقة بطلقة» إلى أن تم تدمير كل المدافع المضادة للطائرات بمساعدة المقنبلات الألمانية. كانت مقاومة السوفيتيات الكبيرة مفاجئة لأفراد الفرقة الألمانية:p.110. السوفيات اعتمدوا في البداية كثيرا على ميليشيات مكونة من عمال متطوعين لا يشاركون بصفة مباشرة في الإنتاج الحربي، كان هؤلاء العمال يشكلون أطقم الدبابات التي لم تكن تحتوي على منظار لمدفعها ويقودونها قبل حتى طلاءها مباشرة من خط الإنتاج بالمصنع إلى جبهة القتال.:p.110.

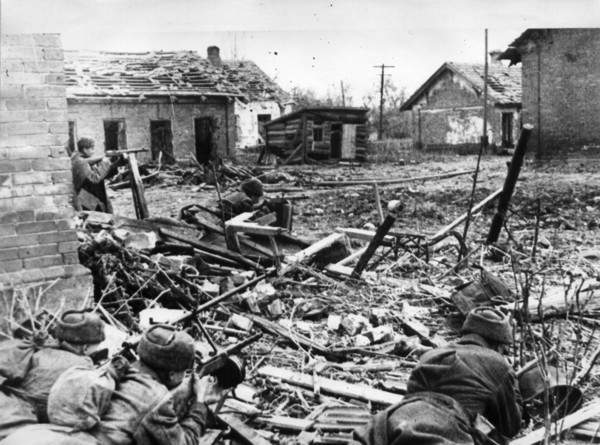
مقاومون سوفيات وسط الركام يستعدون لمنع الهجوم الألماني في ضواحي ستالينغراد.

بنهاية شهر أغسطس، وصلت مجوعة الجيوش «ب» أخيرا إلى نهر الفولغا في الجانب الشمالي ستالينغراد، أتبعه تقدمها إلى النهر من الجانب الجنوب للمدينة. الفوج الـ 369 مشاة معزز الكرواتي كان القوات الوحيدة غير الألمانية التي اختارها الفيرماخت للدخول إلى المدينة خلال عمليات الهجوم عليها. بحلول 1 سبتمبر، كان على السوفيات تحمل كل المخاطر لمواصلة نقل التعزيزات والإمدادات لقواتهم في ستالينغراد فقد كانت تلك التنقلات عبر النهر تواجه بحملات قصف مستمر من المدفعية والمقاتلات الألمانية.
في 5 سبتمبر، شن الجيشان السوفيتيان الـ24 و الـ66 هجوما مضادا كبيرا على الفيلق 14 بانزر. ساهمت «لوفتڤافه» في دحر الهجوم بقصف عنيف على مواقع المدفعية السوفيتية وخطوطهم الدفاعية، أجبر السوفيات على الانسحاب في منتصف النهار بعد ساعات قليلة من هجومهم. من بين 120 دبابة مشاركة تم تدمير 30 دبابة عن طريق الهجوم الجوي:p.75.
أعاق الطيران الألماني باستمرار العمليات السوفيتية، ففي 18 سبتمبر، شن السوفيات بواسطة الجيش الـ66 وجيش الحرس الأول (1st Guards Army) هجوما على الفيلق الثامن الألماني في كوتلوبان، فتدخل الفيلق الجوي الثامن التابع لسلاح الجو الألماني مرسلا أمواج متتالية من قاذفات القنابل يونكرز يو 87 المعروفة بـ"Stuka" لمنع أي اختراق. فشل الهجوم بعد أن تمكنت طائرات «ستوكا» من تدمير 41 من أصل 106 دبابة ذاك الصباح، في حين أن مقاتلات بي اف 109 دمرت 77 طائرة سوفياتية:p.80.
وسط أطلال المدينة، قام الجيشان الـ62 و الـ64 مع الفرقة 13 لحرس البنادق بإقامة خطوط دفاعية واضعين نقاط قوتهم بين المصانع والمباني. داخل المدينة المدمرة استمر القتال عنيفا وشديدا، وخلاله نال الفريق ألكسندر روديمتسيف قائد الفرقة الـ13 لحرس البنادق وسام بطل الاتحاد السوفيتي وهو الوسام الذي ناله مرتين خلال المعركة.
كان الأمر رقم 227 الذي أصدره ستالين في 27 يوليو 1942 : «لاخطوة إلى الوراء!» يقضي بأن جميع القادة الذي ينفذون أي انسحاب غير مرخص به يقدمون للمحاكمة العسكرية. تحول أمر ستالين وكذا عبارة «لا توجد أرض وراء نهر الفولغا!» و «دافعوا عن ستالينغراد مهما كلفنا الثمن!» إلى شعارات للسوفيات. الألمان ورغم التقدم الذي حققوه في ستالينغراد إلا أنهم عانوا من خسائر ثقيلة.

### المعركة داخل المدينة

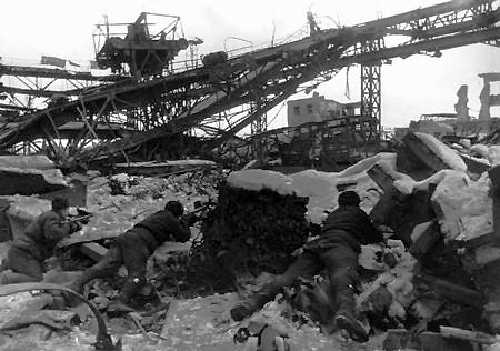
جنود سوفيات يختبئون وسط ركام مصنع أكتوبر الأحمر (Red October).

اعتمدت العقيدة العسكرية الألمانية على الفرق القتالية متعددة الأسلحة، والتعاون الوثيق بين جميع الوحدات المختلفة: دبابات، مشاة، هندسة، مدفعية، طيران. لمواجهة هذا قام القادة العسكريون السوفيات بالاعتماد في تكتيكهم على إبقاء خط الجبهة أقرب ما يكون من القوات الألمانية، وهو ما سماه تشويكوف «تكتيك الاحتضان»، الشيء الذي أجبر الوحدات البرية الألمانية على القتال بمفردها أو المخاطرة بتحمل وقوع ضحايا في صفوفهم إذا طلبوا مساندة المدفعية أو تدخل الطيران. وبسبب ذلك تم تحييد الدعم الجوي تماما وقلة مساهمة المدفعية.

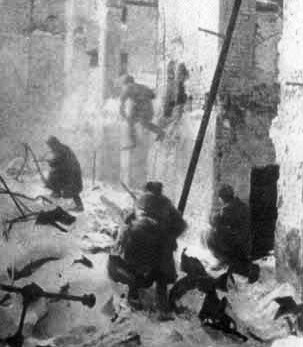
القتال في الشوارع.

فهم السوفيات هذا، في ستالينغراد اعتمدت أفضل الدفاعات على تنصيب خطوط دفاعية في عدد من البنايات المطلة على الطرق والمساحات الهامة والإستراتيجية للمدينة. هذه الإستراتيجية تستمر طالما استطاعت القوات السوفيتية التواجد في المدينة، وهكذا تم تحويل المجمعات السكانية متعددة الطوابق، المكاتب، المصانع، المستودعات، زوايا الشوارع إلى معاقل وتحصينات مزودة بمدافع رشاشة، مضادات الدبابات، مدافع الهاون، ألغام، أسلاك شائكة، قناصة وفرق مكونة من 5-10 رجال مزودين بمدافع رشاشة وقنابل يدوية، مستعدين للقتال من بيت لبيت.

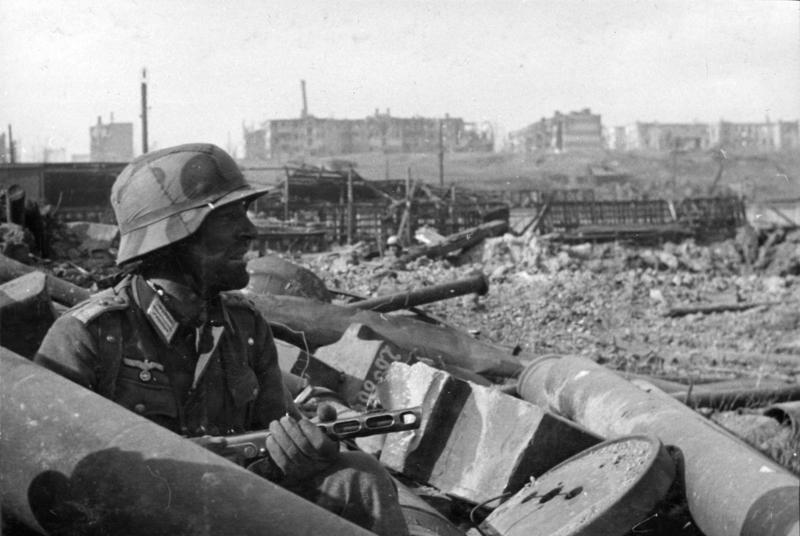
ضابط ألماني يحمل رشاش سوفياتي PPSh-41 ويحتمي وسط الأنقاض، العديد من الألمان استعملوا الأسلحة الروسية لفعاليتها الكبيرة في القتال المتقارب.

احتدمت المعارك العنيفة وسط الركام والأطلال في كل شارع ومبنى ومصنع، في السلالم والأقبية. شكلت البالوعات والمجاري متاهات في المعارك، الجنود الألمان أطلقوا على حرب المدن هذه والتي لم يروا مثلها "Rattenkrieg" أي «حرب الفئران»، عبروا عن ذلك بسخرية «احتلينا المطبخ لكن مازال أن نقاتل من أجل الغرف». في مثل هذا الاختلاط التام، اختفت كل خطوط المواجهة. مساندة الآليات المدرعة الذي اعتاد عليها الجنود الألمان تلاشت وسط سرعة المناوشات العنيفة التي خاضوها عبر حطام المباني السكنية، المكاتب، الغرف العالية والأقبية.
بعض البنايات المرتفعة، التي تحولت إلى هياكل دون أسقف بسبب القصف الألماني السابق، شهدت قتالا متلاحما طابقا لطابق، كان خلاله الألمان والسوفيات يتناوبون على طوابق المبنى مستغلين الفجوات بين تلك الطوابق للتصويب على بعضهم.
القتال في «مامايف كورغان»، التلة العالية المطلة على المدينة، كان عنيفا ودون رحمة، السيطرة على الموقع تغيرت عدة مرات:p?. بحلول 12 سبتمبر، تقلص الجيش السوفيتي الـ62 إلى 90 دبابة و700 هاون و20,000 رجل:p.128.
الفرقة الـ13 لحرس البنادق، عينت لاسترجاع تلة مامايف كورغان ومحطة القطارات رقم 1، لكنها عانت في 13 سبتمبر خسائر ثقيلة. أكثر من 30% من جنودها قتلوا في أول 24 ساعة و320 رجل فقط من أصل 10 آلاف نجوا المعركة بأكملها. تم استرجاع الهدفين لكن مؤقتا فقط. السيطرة على محطة القطارات تناوبت بين الألمان والسوفيات 14 مرة في 6 ساعات فقط. في المساء الموالي الفرقة الـ13 لحرس البنادق لم يعد لها وجود، لكن رجالها قتلوا من الجنود الألمان عددا يعادل ما خسروه تقريبا. احتدمت المعارك هناك حول مخزن الحبوب الكبير أيضا، وبعدما تمكن الألمان من احتلال الموقع، وجدوا فقط جثث 40 جنديا سوفياتيا، رغم أن الألمان اعتقدوا بوجود المزيد منهم نظرا للمقاومة الشرسة. السوفيات وخلال انسحابهم أحرقوا أكوام الحبوب.

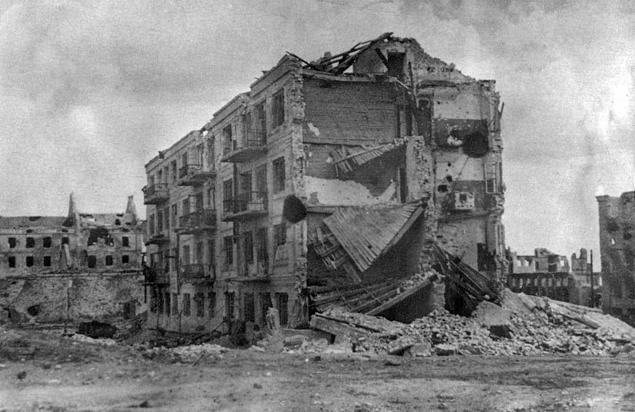
منزل بافلوف (1943).

في جانب آخر من المدينة، حولت فصيلة جنود سوفياتية بقيادة ياكوف بافلوف إحدى شقق مبنى يطل على أحد ساحات وسط المدينة إلى تحصين لا يمكن اختراقه، عرف فيما بعد بمنزل بافلوف، قام الجنود باحاطته بالألغام والأسلاك الشائكة، نصبوا المدافع الرشاشة في النوافذ وكانوا مزودين بالهاونات ومضادات الدبابات، حطموا الجدران في كل الطوابق ليتواصلوا بشكل أفضل:p.198 وحفروا خندقا للتواصل مع الجنود السوفيات في الخارج ومن خلاله جرى تزويدهم ببعض الدعم والمؤن على قلتها. استمر وجودهم هناك شهرين كاملين وكان معهم حوالي 10 مدنيين وجدوهم مختبئين في الطابق الأرضي. تشويكوف عبر مازحا أن الألمان الذين ماتوا محاولين احتلال منزل بافلوف أكثر من الذين ماتوا لاحتلال باريس. استنادا للمؤرخ الإنجليزي انتوني بيفور، خلال الشهر الثاني وبعد كل موجة هجوم ألماني على المبنى، كان الجنود السوفيتي يخرجون ليبعدوا أكوام جثث الجنود الألمان كي يحتفظ الجنود المتواجدون في المبنى على المدافع الرشاشة ومضادات الدبابات برؤية واضحة لخط المواجهة على طول ساحة المدينة. المبنى كان يرمّز بعبارة "Festung" أي «الحصن» في الخرائط الألمانية. بافلوف تم تقليده بوسام بطل الاتحاد السوفيتي نظرا لأفعاله.
بدأ الألمان بنقل المدفعية الثقيلة إلى المدنية، وشمل ذلك المدفع الكبير ذو الـ 800 ملم «دورا» (Dora) لكنهم لم يقوموا بأي محاولة لإرسال جنودهم عبر نهر الفولغا، ما سمح للسوفيات بنصب عدد كبير من بطاريات المدفعية على الضفة الشرقية للنهر. بدأت هذه المدفعية بقصف مستمر للمواقع الألمانية. صارت في كل هذا الدبابات الألمانية غير فعالة بسبب أكوام الركام والأنقاض التي وصل علوها لـ 8 أمتار.

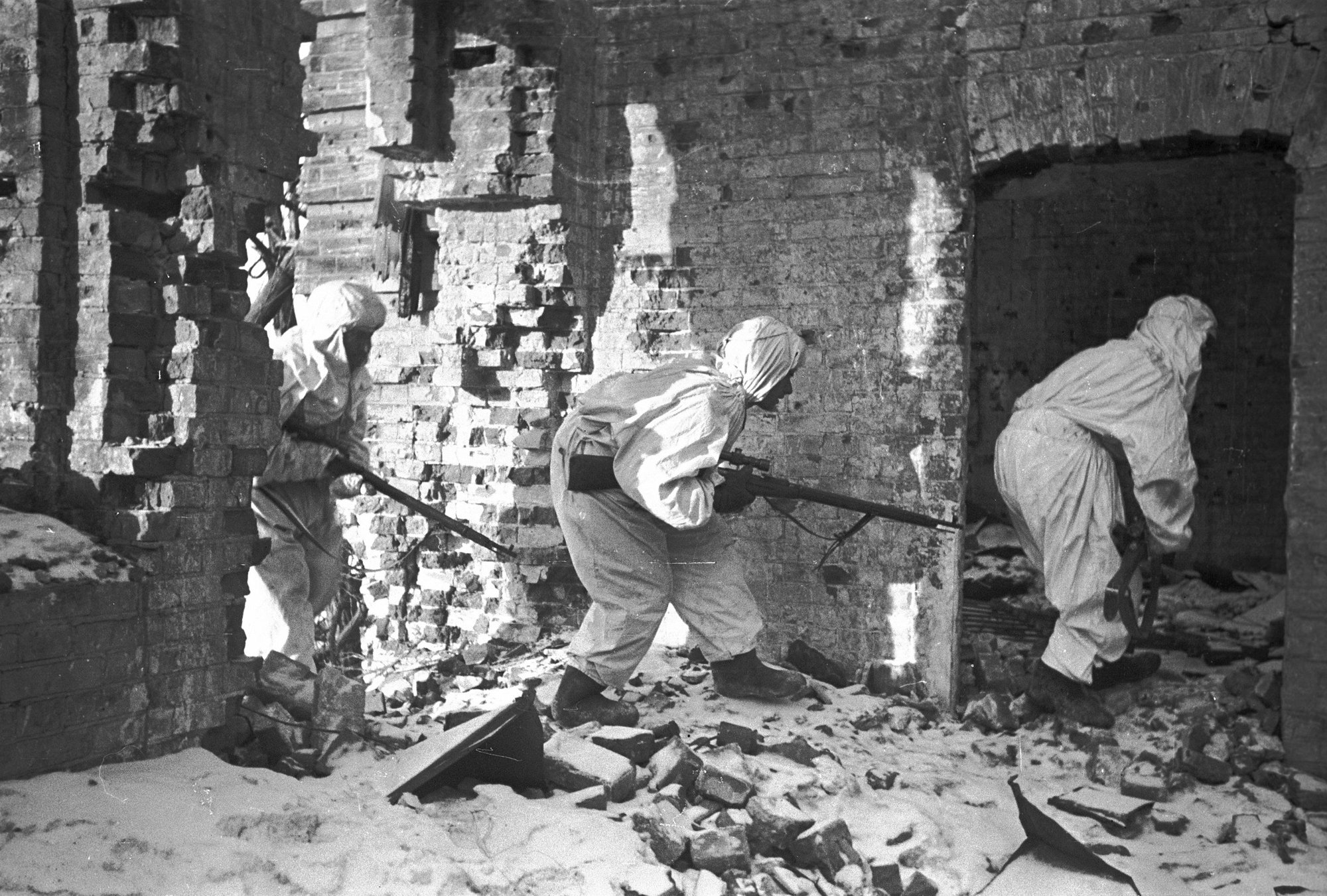
قناصة يدخلون منزلا مدمرا.

استغل القناصة من الجانبين الأنقاض ليوقعوا الكثير من الضحايا.كان فاسيلي زايتسيف أشهر قناص سوفياتي في معركة ستالينغراد بـ225 إصابة مؤكدة خلال المعركة. زايتسيف كان فردا من فيلق كامل من القناصة، وكان معه أكثر من 30 تلميذا كان لهم الفضل في قتل حوالي 2,000 جندي ألماني خلال الحرب.
صارت معركة ستالينغراد بالنسبة لكل من هتلر وستالين مسألة هيبة بعيدا عن أي أهمية إستراتيجية، القيادة السوفيتية حركت الاحتياطي الإستراتيجي للجيش الأحمر من منطقة موسكو إلى منطقة الفولغا وحولت جميع الطائرات من كل أنحاء البلاد إلى منطقة ستالينغراد.

### الهجمات الجوية

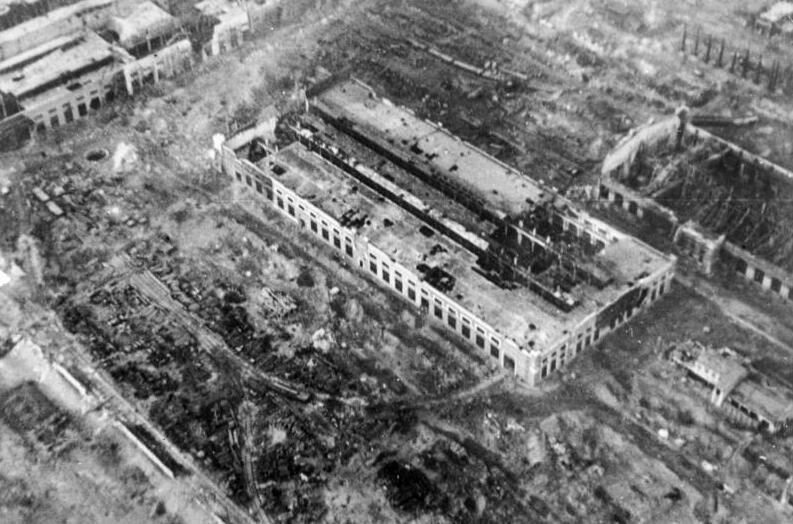
مصنع الجرارات المدمر بعد القصف العنيف على المنطقة الصناعية

مصمما على قهر المقاومة السوفيتية، قام «لوفتفلوت 4» يوم 5 أكتوبر، بشن 900 حملة جوية بقاذفات القنابل «ستوكا» على مصنع دزيرجينسكي للجرارات والذي كان السوفيات قد حولوه قبل بداية الحرب لإنتاج العتاد الحربي الخاص بالجيش الأحمر خصوصا دبابات تي-34. عدة أفواج من الجنود السوفيات تم مـحوها من الوجود، الفوج 339 للمشاة تعرضت قواته للإبادة التامة صباح اليوم الموالي بسبب القصف الجوي:p.83.

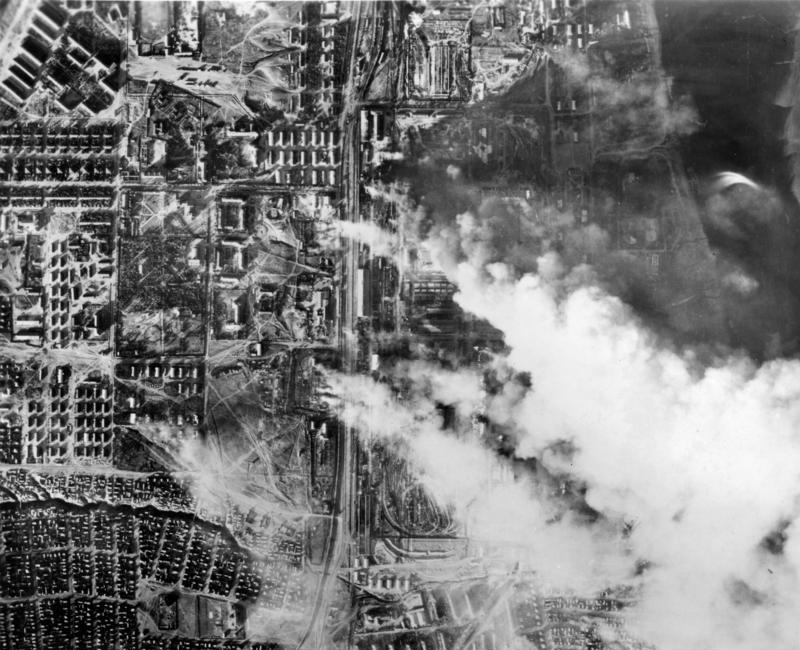
ستالينغراد تحت القصف الألماني.

في منتصف أكتوبر، قامت «لوفتفافه» بتكثيف جهودها ضد المواقع المتبقية للجيش الأحمر بالضفة الغربية لنهر الفولغا. «لوفتفلوت 4» قام بحوالي 2,000 طلعة جوية يوم 14 أكتوبر ألقي فيها 540 طن من القنابل بينما كان الجنود الألمان يحاصرون المصانع الثلاث: مصنع دزيرجينسكي للجرارت، مصنع أكتوبر الأحمر للحديد ومصنع باريكادي للمدافع. قامت الأسراب الجوية 1،2و77 إلى حد كبير بإسكات المدفعية السوفيتية بالضفة الشرقية للنهر وتحول اهتمامها مجددا نحو السفن التي تحاول نقل التعزيزات لجيوب المقاومة السوفيتية الصغيرة. الجيش الـ62 السوفيتي انفصل إلى جزئين، وبسبب الهجمات الجوية المكثفة على سفن إمداداته صار مشلولا.
حُجز السوفيات في شريط من 950 متر على الضفة الغربية، أكثر من 1,208 طلعة جوية قامت بها طائرات «ستوكا» في محاولة للقضاء عليهم:p.84. رغم القصف الجوي الشديد (عانت ستالينغراد قصفا أعنف من سيدان أو سيفاستوبول) منع الجيش الـ62 السوفيتي بـ 47,000 جندي و 19 دبابة الجيشين الألمانيين السادس والرابع بانزر من احتلال الضفة الغربية لنهر الفولغا.

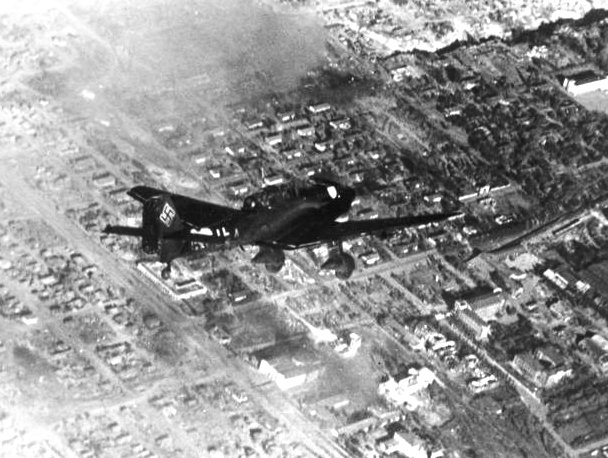
قاذفة القنابل يونكرز يو 87 ستوكا في سماء ستالينغراد.

احتفظت «لوفتفافه» بسيطرة مطلقة على الأجواء إلى غاية شهر نوفمبر، مقاومة الدفاع الجوي السوفيتي خلال النهار كانت معدومة، لكن بعد حوالي 20,000 طلعة جوية تقلصت قوتها الجوية المكونة من 1,600 طائرة إلى حوالي 950. تلقى الـ"Kampfwaffe" أو سلاح المقنبلات الألماني ضربة موجعة بتقلص أسطوله إلى 232 طائرة من أصل 480:p.95. «لوفتفلوت 4» ورغم تمتعه بالسيطرة النوعية ضد سلاح الجو السوفيتي وحيازته على 80% من إجمالي أسطول «لوفتفافه» المتواجد بالجبهة الشرقية، إلا أنه لم يستطع منع قوتهم الجوية من النمو، وأثناء الهجوم المعاكس فاقه السوفيات عددا.
سلاح المقنبلات السوفيتي، الـ"Aviatsiya Dal'nego Deystviya"، تلقى خسائر شلت قدرته خلال 18 شهرا الماضية، وصار مقيدا بالتحليق ليلا فقط، السوفيات قاموا بـ11,317 طلعة جوية ليلية على ستالينغراد ومنطقة نهر الدون مابين 17 يوليو و19 نوفمبر، هذه الغارات سببت قليلا من الدمار، وكانت لغرض المضايقة فقط:p.82:265.
وضعية «لوفتفافه» بدأت تزداد صعوبة. في 8 نوفمبر صدر قرار سحب وحدات كبيرة من «لوفتفلوت 4» لقتال إنزال الحلفاء في شمال أفريقيا الذي تم بعد إلحاح من ستالين على نظرائه الغربيين بفتح جبهة ثانية. سلاح الجو الألماني الذي صارت قواته ضعيفة الانتشار حول أوروبا، كافح من أجل الحفاظ على قوته في الجانب الجنوبي من الجبهة الألمانية-السوفيتية. في غضون ذلك، كان الاتحاد السوفيتي يتلقى المساعدات من طرف الحكومة الأمريكية وفق برنامج الإعارة والتأجير، في الربع الأخير من عام 1942، أرسلت الولايات المتحدة الأمريكية للاتحاد السوفيتي 60,000 شاحنة، 11,000 سيارة جيب، مليوني زوج من الأحذية، 45,000 طن من المتفجرات، 410,000 طن من الحديد إضافة إلى 230,000 طن من غاز الطيران:p.404. أغلب الأحذية والتي كان ستالين قد طلبها وصلت للجنود السوفيات، لكن المعدات العسكرية والغذاء المقدمين من أمريكا لم يصلا بعد تدمير الألمان لها في الهجوم على قافلة بي كيو-17.

### الألمان على ضفة الفولغا
بعد ثلاثة أشهر من التقدم البطيء، وصل الالمان أخيرا إلى الضفة الشرقية لنهر الفولغا، محتلين 90% من المدينة المدمرة ومقسمين بقايا المقاومة السوفيتية إلى جيبين صغيرين، الجليد الطافي على نهر الفولغا صار الآن يمنع القوارب والعبارات من إيصال الإمدادات للمقاومين السوفيات. مع ذلك استمرت المعارك خصوصا في منحدرات تلة مامايف كورغان وفي المنطقة الصناعية في الجانب الشمالي من المدينة بشراسة أكثر مما مضى.

## الهجوم السوفيتي المعاكس (19 نوفمبر 1942- 2 فبراير 1943)

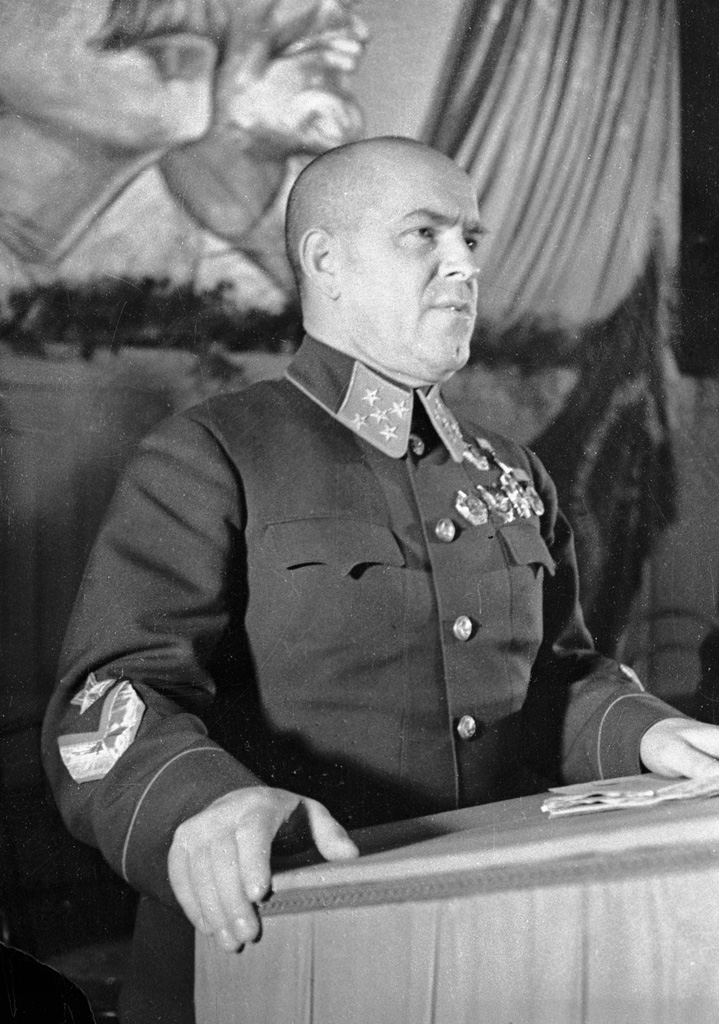
غيورغي جوكوف، أحد أعضاء الستافكا

بعدما أدركت أن الجيش الألماني كان سيئ الاستعداد لعمليات هجومية أثناء شتاء 1942، وأن أغلبهم قد تم إعادة نشرهم في القطاع الجنوبي من الجبهة السوفيتية الألمانية، الـ«Stavka»، وهي القيادة العسكرية السوفيتية، وضعت في منتصف سبتمبر مخططا استراتيجيا للقيام بهجوم مضاد على طول خط الجبهة الألمانية-السوفيتية، مكونا من أربعة أجزاء، عمليتا أورانوس والمريخ بداية، ثم تتبعهما عمليتا المشتري وزحل. هذه العمليات تتم في اطار حملة عسكرية شتوية تنطلق بتاريخ 19 نوفمبر 1942 ويشترك بها حوالي 15 جيشا في مختلف الجبهات.

### الإنهاك الألماني والتحضير السوفيتي
الهجوم الألماني في ستالينغراد تباطأ بفعل المقاومة العنيدة للجيش الأحمر داخل المدينة بالتوازي مع الظروف المناخية التي سادتها. مخطط الهجوم السوفيتي المضاد كان يحتاج لحشد قوات كبيرة في السهوب الشمالية والجنوبية للمدينة، وكان يهدف إلى محاصرة وتدمير الجيش الألماني السادس ووحدات أخرى حول المدينة. لاخفاء نواياهم استعمل السوفيات وبصرامة الـ"Maskirovka" والتي تعني التمويه لخداع الألمان، واتخذوا لذلك مجموعة تدابير مضللة من بينها التحركات الليلية فقط مع إبقاء أضواء الآليات العسكرية منطفئة، اتصالات الراديو المغالطة، نقل الأوامر شفهيا فقط في أسرع وقت ممكن. المخابرات والقيادة العليا الألمانية الذين وقعوا في فخ التضليل، لم يعتقدوا بقدرة السوفيات على شن هجومين كبيرين على نطاق واسع وفي وقت واحد. ولم يتخذوا أي اجراءات تبين اكتشافهم لتحضيرات السوفيات.

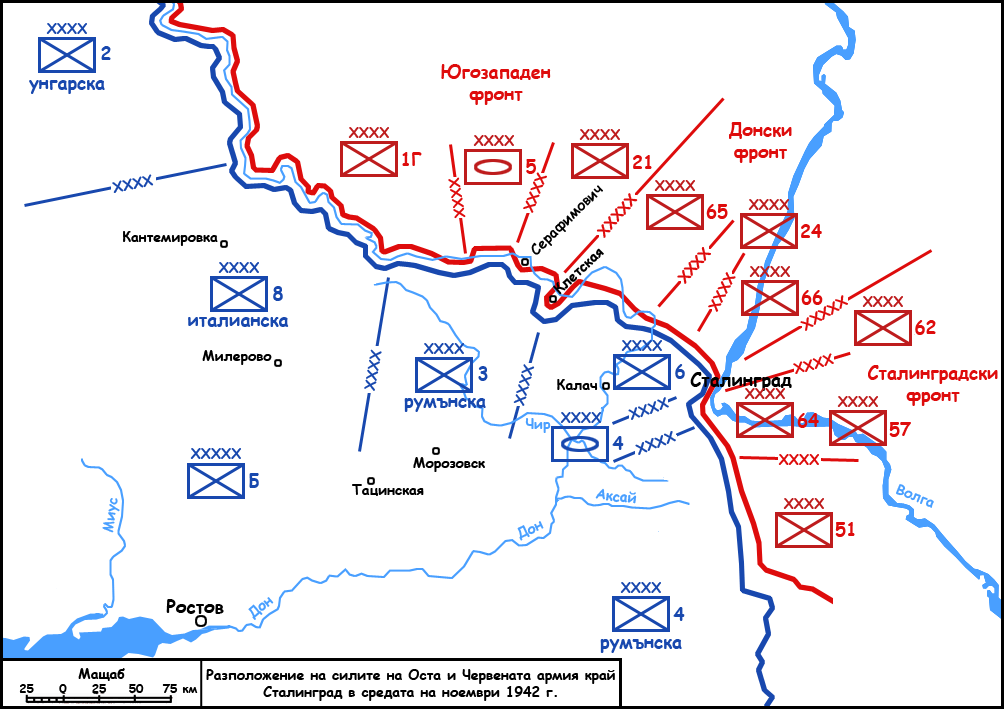
الجبهة الألمانية-السوفيتية يوم 18 نوفمبر.

خلال محصارة ستالينغراد، قامت القوات الألمانية والجيوش الرومانية، الإيطالية والمجرية التي كانت مكلفة بحراسة أجنحة مجموعة الجيوش «ب» بالضغط على مقرات قيادتهم لطب الدعم. الجيش الثاني المجري، المكون أساسا من قوات سيئة التجهيز والتدريب، كلف بمهمة الدفاع عن 200 كلم من الجناح الشمالي لستالينغراد الفاصل بين الجيش الثامن الإيطالي ومدينة فورونيج. نتيجة ذلك كان خطّا دفاعيا هشا وضعيفا، حتى أن بعض القطاعات بطول 1-2 كلم كانت تحرسها فصيلة جنود واحدة فقط. السوفيات تمكنوا من نصب عدد من رؤوس الجسور في الضفة الغربية للنهر، مما جعلهم يشكلون تهديدا كامنا خطيرا لمجموعة الجيوش «ب»:p.915. نفس الشيء في الجناح الجنوبي لستالينغراد، الجبهة الجنوبية الغربية لمدينة كوتلنيكوفو كانت يدافع عنها الفيلق السادس الروماني التابع للجيش الروماني الرابع فقط وبعيدا عنه فرقة ألمانية وحيدة هي فرقة المشاة الآلية 16.
لكن هتلر كان تركيزه منصبا على المدينة عينها، ولهذا طلبات الدعم من قبل الأجنحة رفضت، رئيس القيادة العليا للجيوش الألمانية فرانز هالدر، عبر عن مخاوفه من انشغال هتلر التام بالمدينة، مشيرا أنه إذا بقيت وضعية الأجنحة الألمانية الضعيفة دون تصحيح «سيكون هناك كارثة». هتلر أجاب هالدر بأن المدينة يجب أن تسقط وأن الأجنحة الضعيفة للجيش ستصمد بـ«...حماس القومية الاشتراكية، بوضوح لم أتوقع هذا منك (هالدر)». وأقاله بعدها، ليعين بدله كورت زايتسلر في منتصف أكتوبر:p.917-918.

### «عملية أورانوس»: بداية الهجوم السوفيتي

الهجوم السوفيتي المضاد على ستالينغراد
الجبهة الألمانية، 19 نوفمبر
الجبهة الألمانية، 12 ديسمبر
الجبهة الألمانية، 24 ديسمبر
التقدم السوفياتي، 19-28 نوفمبر

خلال الخريف، قام الجنرالان الروسيان غيورغي جوكوف وألكسندر فاسيليفسكي المسؤولان عن التخطيط الاستراتيجي لمنطقة ستالينغراد، بتركيز قوات ضخمة في السهوب الشمالية والجنوبية للمدينة. الجناح الألماني الشمالي بشكل خاص كان ضعيفا، بما أن الوحدات المدافعة به كانت الرومانية والمجرية والتي تعاني سوء المعدات، هبوط المعنويات وضعف القيادة بالمقارنة مع نظارئها الألمان. هذا الضعف كان معروفا وتم استغلاله من قبل السوفيات الذي يفضلون المواجهة مع قوات غير ألمانية كلما كان ذلك ممكنا.
العملية التي أطلق عليها الاسم الترميزي «أورانوس» والتي تأجل موعد لانطلاقها من يوم 8 إلى 17 نوفمبر، كانت هدفها إبقاء الألمان عالقين في المدينة، ومن ثم الاختراق عبر أجنحتهم الضعيفة المترامية ومحاصرتهم داخل المدينة. الهجمات على الأجنحة الألمانية تقرر أن تتم بعيدا بمسافة كافية عن المدينة، ما يجعل الجيش السادس المتواجد داخلها غير قادر على إعادة نشر قواته لصد الهجوم. تأجلت العملية مرة أخرى بيومين بعد أن تم إعلام جوكوف أن الوحدات الجوية المخصصة للعملية غير مستعدة. وانطلقت بعد ذلك بالتزامن مع عملية المريخ التي كانت تستهدف مجموعة الجيوش الوسطى. المخطط المستعمل كان مشابها لما قام به جوكوف في معركة معركة خالخين غول 3 سنوات من قبل، أين نفذ تطويقا مزدوجا للقوات اليابانية وقام بتدمير الفرقة الـ23 التابعة للجيش الياباني.
في 19 نوفمبر 1942، أطلق الجيش الأحمر عملية أورانوس، الوحدات السوفيتية المهاجمة تحت قيادة الجنرال نيكولاي فيودوروفيتش فاتوتين كانت مكونة من 3 جيوش كاملة: جيش الحرس الأول)، جيش الدبابات الخامس والجيش 21، وتشتمل على 18 فرقة مشاة، 8 ألوية دبابات، 6 فرق خيّآلة وفرقة مضادة للدبابات. التحضيرات للهجوم كانت ملاحظة للرومانيين الذين واصلوا الضغط من أجل الحصول على التعزايزات، لكن ذلك رفض مجددا. الجيش الروماني الثالث الذي كلف بالدفاع عن الجناح الشمالي للجيش السادس، بانتشاره الهش، سوء تجهيزه وتجاوزه عدديا من طرف السوفيات، انهار نهائيا بعد يوم واحد من القتال العنيف تعرض فيها لخسائر كبيرة لينسحب بعدها تاركا الجناح الأيسر للجيش السادس مفتوحا تماما.
في اليوم الموالي، هجوم سوفياتي ثاني شن على جنوب ستالينغراد، الجيشان السوفيتيان الـ51 والـ57 قاما بمهاجمة نقاط تواجد الفيلق السادس الروماني الذي يحمي الجناح الأيمن للجيش السادس والمكون أساسا من أفراد المشاة، فانهار على الفور. القوات السوفيتية وبعد نجاح اختراقها للجناح الجنوبي أسرعت نحو الغرب لتتحد مع القوات القادمة من الجناح الشمالي مطبقة حركة كماشة أحكمت الطوق حول ستالينغراد:p.926، محاصرة بذلك كل الجيش السادس داخل المدينة. التقت القوات السوفيتية يوم 23 نوفمبر، في مدينة كالاتش. لم تصور هذه اللحظة في حينها لكن السوفيات أعادوا تمثيل مشهد الالتقاء في فيلم دعائي، والذي نال شهرة عالمية.

## حصار الجيش السادس

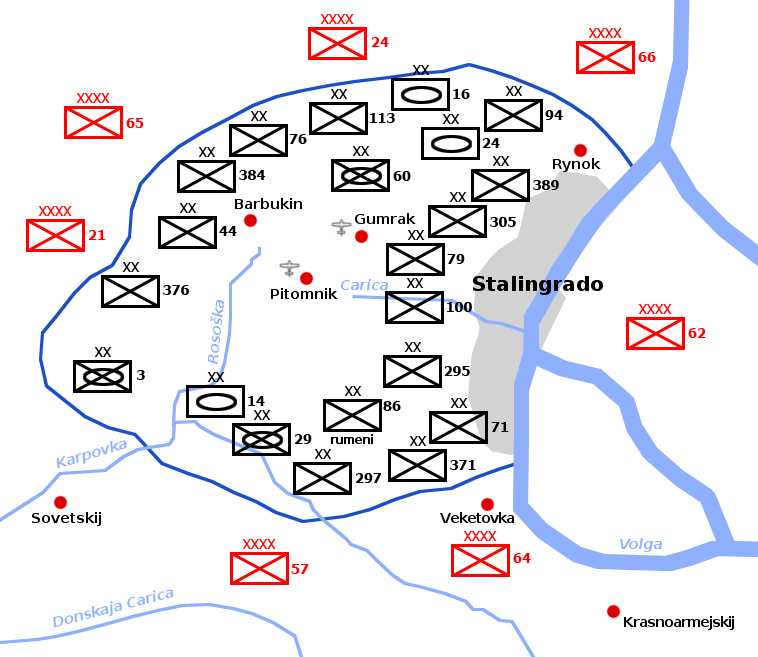
الطوق السوفيتي على ستالينغراد والجيش السادس.

في 23 نوفمبر حوصر داخل المدينة حوالي 250,000 جندي من القوات الألمانية والرومانية ومعهم الفوج 369 الكرواتي إضافة إلى كثير من أفراد القوات المتطوعة من بينهم 35,000 متطوع سوفياتي حاربوا في الجانب الألماني وآلاف الجنود السوفيات الذين أسروا خلال المعارك وحوالي 10,000 من المدنيين. اتساع الجيب المحاصر بلغ من الشمال إلى الجنوب حوالي 30 ميل (48 كلم) ومن الشرق إلى الغرب 25 ميل (40 كلم). الجيش السادس كان مكونا من 21 فرقة ميدانية و100 كتيبة تشكل الفيالق 8، 11 و51 والفيلق 14 بانزر إضافة إلى الفيلق 4 (التابع للجيش الرابع بانزر) الذي وقع في الحصار وتم إلحاقه بالجيش السادس، ليكون تعداد القوات الألمانية المحاصرة حوالي 195,000 فرد. الوضع الجديد اضطر باولوس وجيشه للدفاع من كل الجهات ما ضاعف طول جبهته وزاد متاعبه. لم يقع كل أفراد الجيش السادس في الفخ، 50,000 جندي بقوا خارج الجيب المحاصر. سارع الجيش الأحمر إلى تنصيب خطين دفاعيين، الأول موجه نحو الداخل للدفاع ضد أي محاولة للجيش السادس لكسر الحصار أما الثاني فموجه للخارج من أجل منع أي هجوم ألماني معاكس يهدف إلى توحيد القوات.

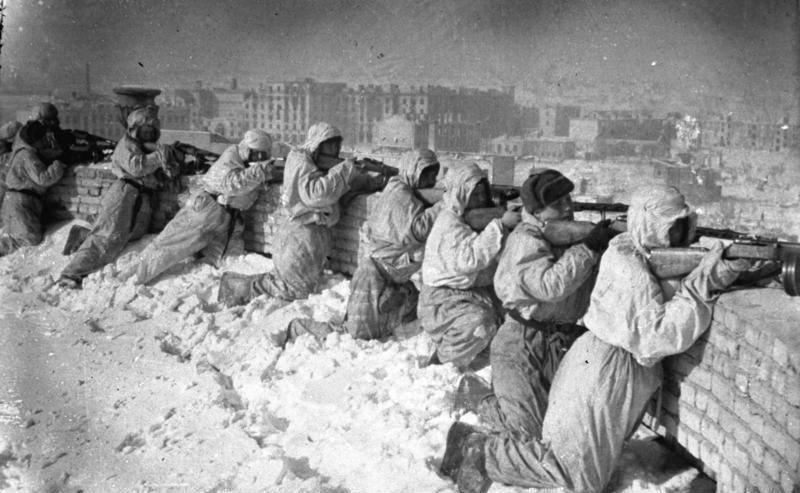
جنود سوفيات أثناء حصار الجيش السادس.

أدولف هتلر كان صرح في خطاب شعبي (في قصر الرياضة ببرلين) يوم 30 سبتمبر 1942 أن «الجيش الألماني لن يغادر المدينة مطلقا». حاول القادة العسكريون الألمان في لقاء لهم بعد التطويق السوفيتي بفترة قصيرة، الضغط من أجل سحب فوري للجيش السادس إلى خط الجبهة الجديد غرب نهر نهر الدون. هتلر الذي كان في مقره البرغهوف الواقع قرب مدينة بيرشيستغادن في جبل أوبيرسالزبيرغ بسلسلة جبال الألب البافارية عندما سأل هيرمان غورينغ قائد "اللوفتفافه" الذي كان برفقته رد هذا الأخير بعدما أقنعه قائد أركان «لوفتفافه» هانز يوشونيك:p.234، بإمكانية إمداد الجيش السادس بواسطة جسر جوي ما يسمح للجيش السادس بمواصلة القتال ريثما يتم تجميع قوة لتحريره:926. نفس المخطط كان قد استعمل عاما من قبل في معركة جيب ديميانسك وإن كان على نطاق أقل بكثير حيث حوصر في ديميانسك فيلق لا جيش كامل، كما أن المقاتلات السوفيتية قد تطورت كثيرا جودة وعددا. لكن التذكير بعملية الجسر الجوي الناجح بديميانسك زاد رأي هتلر قوة، وأيده غورينغ أياما بعدها.

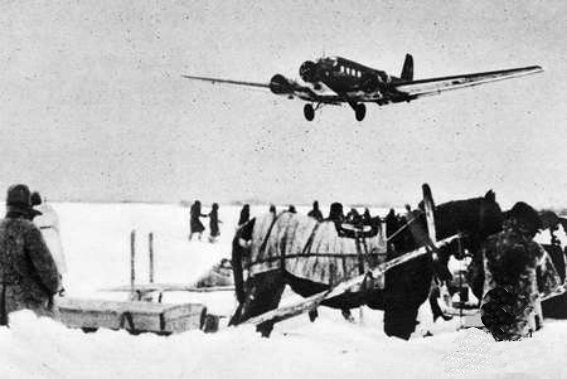
طائرة يونكرز يو 52 تقترب من ستالينغراد (اواخر 1942).

ولفرام فون ریشتهوفن قائد «لوفتفلوت 4»، حاول أن يقلب هذا الموقف. الجيش السادس كان أضخم وحدة عسكرية من نوعه في العالم وكان تعداده يعادل تقريبا مرتين أيّ جيش ألماني اعتيادي، إضافة إلى وجود فيلق تابع للجيش الرابع بانزر داخل الجيب المحاصر، ينبغي أن يكون واضحا أن تموينهم جويا مستحيل. 106.6 طن كان الحد الأقصى الممكن إيصاله في اليوم (استنادا إلى عدد الطائرات المتوفرة). وهو رقم بعيد تماما عن تلبية أدنى حاجيات الجيش السادس التي كانت تبلغ 730 طن يوميا. لتغطية النقص في طائرات النقل يونكرز بو 52، قام الألمان باستعمال طائرات غير مهيئة تماما لأداء هذا الدور مثل مقنبلات هاينكل هي 177 ومقنبلات هاينكل هي 111، هذه الأخيرة أظهرت مقدرة تامة وكانت أسرع من طائرات يونكرز يو 52.

### «عاصفة الشتاء» و «زحل الصغير»

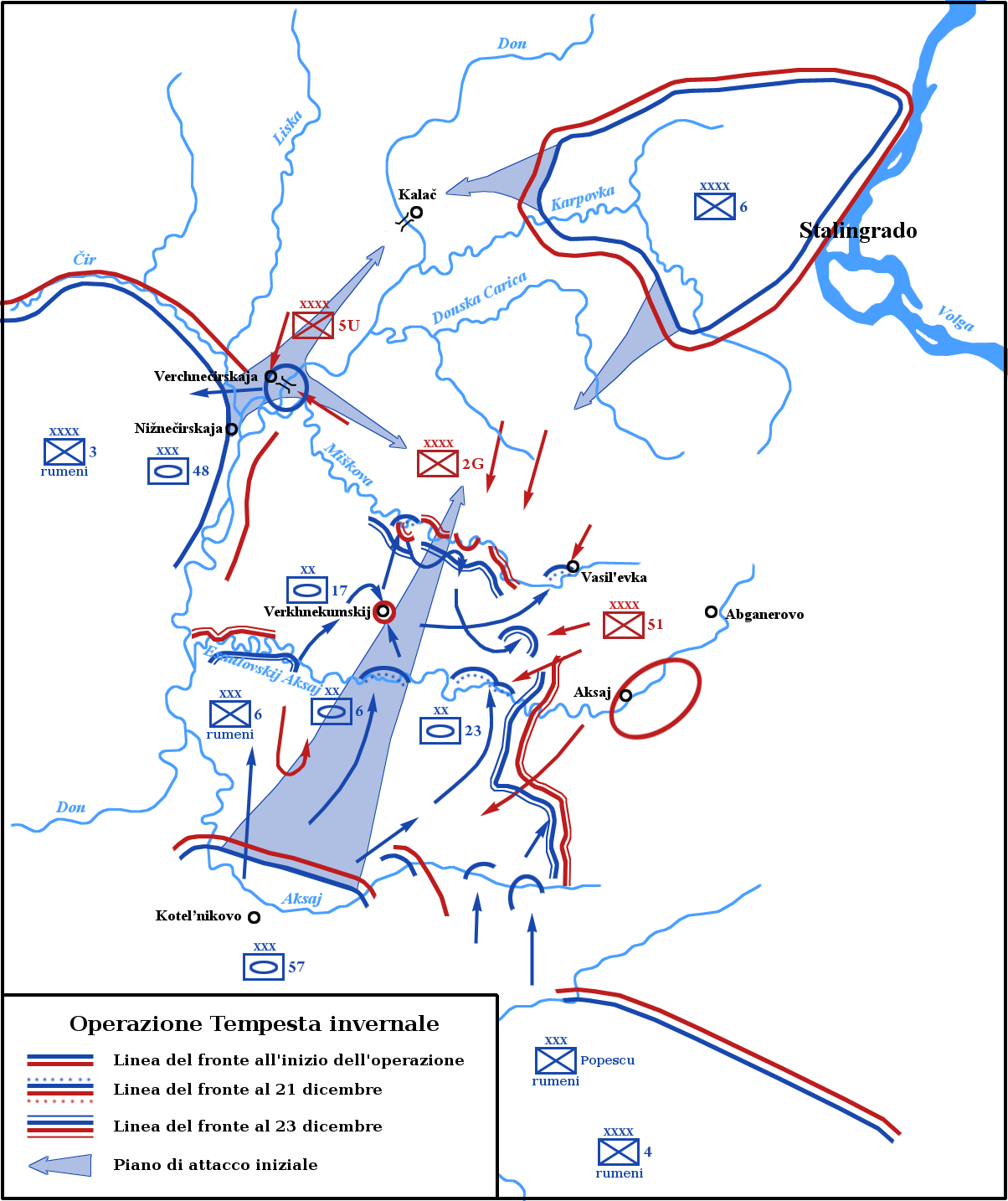
مراحل عملية عاصفة الشتاء.

قام هتلر بتعيين الماريشال الميداني إريش فون مانشتاين لقيادة مجموعة جيوش الدون التي أسست حديثا للدفاع عن خط الجبهة الواقع بين مجموعتي الجيوش «أ» و «ب». وشملت كل من الجيش الرابع بانزر، الجيش السادس المحصار، إضافة إلى ما تبقى من الجيشين الرومانيين الثالث والرابع.
قام الجنرال ریشتهوفن، بإبلاغ مانشتاين في 27 نوفمبر عن قدرة النقل الصغيرة لدى «لوفتفافه» واستحالة الإمداد الجوي بـ 300 طن يوميا. مانشتاين الذي رأى الآن الصعوبات التقنية الهائلة للإمداد الجوي على هذا الحجم، قام في اليوم الموالي بإعداد تقرير حالة من 6 صفحات لهيئة الأركان. وصرح مستندا إلى معلومات الخبير ریشتهوفن أنه بعكس ماوقع في جيب ديميانسك، الإمداد الجوي المستمر سيكون مستحيلا. وإذا ما تم ربط ممر إمدادات حتى ولو كان ضيقا مع الجيش السادس، اقترح مانشتاين أن يتم استعماله لسحب الجيش خارج الحصار. كان مانشتاين يعلم حجم التضحية المعنوية الشديدة للتخلي عن ستالينغراد وما يعنيه ذلك، لكنها ستكون أسهل على التحمل مع احتفاظ الألمان بقوة الجيش السادس في المعركة واستعادتهم زمام المبادرة. لكن هتلر أيد مخطط غورينغ وكرر أمره «لا استسلام» لجيشه المحاصر.
بعد عجز «لوفتفافه» عن إمداد الجيش السادس بكافة حاجياته جوا، رأى مانشتاين أنه ينبغي تحريرهم «في أقرب وقت ممكن»، واقترح مخططا لكسر الطوق السوفيتي على ستاليغراد وأعطاه الاسم الترميزي (Unternehmen Wintergewitter) أو عملية عاصفة الشتاء. بتاريخ 28 نوفمبر، أرسل مانشتاين إلى هتلر تقريرا مفصلا لوضعية مجموعة جيوش الدون، يشتمل حالة الجيش السادس مع تقديرات الذخيرة المتوفرة للمدفعية الألمانية.
العملية في البداية كان مبرمجا أن يشارك فيها كل من الجيش الرابع بانزر الذي تقرر دعمه بفيلق البانزر 57 من مجموعة الجيوش «أ» والمكون من فرقتي البانزر 6 و 23، ومعه جيش هوليدت المكون من 3 فرق مشاة وفرقتي البانزر 11 و 22 (تشكلان فيلق البانزر 48). كان متوقعا أن يشارك بالعملية 4 فرق مشاة، 4 فرق بانزر و3 فرق لوفتفافه ميدانية وكان الهدف منها فتح ممر يصل إلى الجيش السادس. فرقة البانزر 11 كانت واحدة من أحسن الفرق المدرعة في الجبهة الشرقية فقد تم سحبها من احتياطي الجيش الألماني، كما كانت فرقة البانزر 6 كاملة التجهيز فقد تم استقدامها من فرنسا ووضعت تحت قيادة مانشتاين. بينما كانت فرق لوفتفافه مكونة من جنود وضباط جدد ضعيفي التدريب عديمي الخبرة ومرهقين من طول الفترة. الهجوم السوفيتي في منطقة أسفل نهر تشير جعل مانشتاين يعدل عن الهجوم بجيش هولديت ويبقيه للدفاع عن خط الجبهة هناك، وقرر أن يقوم بالعملية بواسطة الجيش الرابع بانزر فقط آملا في مشاركة الجيش السادس فيها بأن يحاول كسر الحصار والهجوم جنوبا نحو القوات المتوجهة إليه. لذلك راسل يوم 10 ديسمبر فريدريك باولوس قائد الجيش السادس مخبرا إياه أن الهجوم الألماني سيتم بعد 24 ساعة.
يوم 12 ديسمبر، بدأ الجيش الرابع بانزر هجومه الشمالي الشرقي بفرقتين فقط  محققا تقدما سريعا حتى أن بعض وحداته حققت تقدما وصل إلى 50 كلم في اليوم الأول بعدما واجهتهم مقاومة ضعيفة من فرق البنادق السوفيتية. في يوم 13 ديسمبر عبرت الفرق الألمانية نهر أكساي متوجهة صوب قرية «فركين-كومسكي» التي خاضت فيها فرقة البانزر 6 معركة دبابات كبيرة ضد الفيلقين السوفيتيين الـ4 والـ13، ولم تتمكن القوات الألمانية من احتلالها إلا بعد 3 أيام بعد الدعم الجوي القوي الذي حصلوا عليه من طائرات لوفتفافه. تلقى السوفيات خسائر فادحة اضطرتهم للانسحاب أخيرا، في حين تلقت فرقة البانزر 6 خسائر مؤثرة. لكن التقدم الألماني استمر، وبدأ الجيش الرابع التوجه بعدها إلى نواحي نهر ميشكوفا.

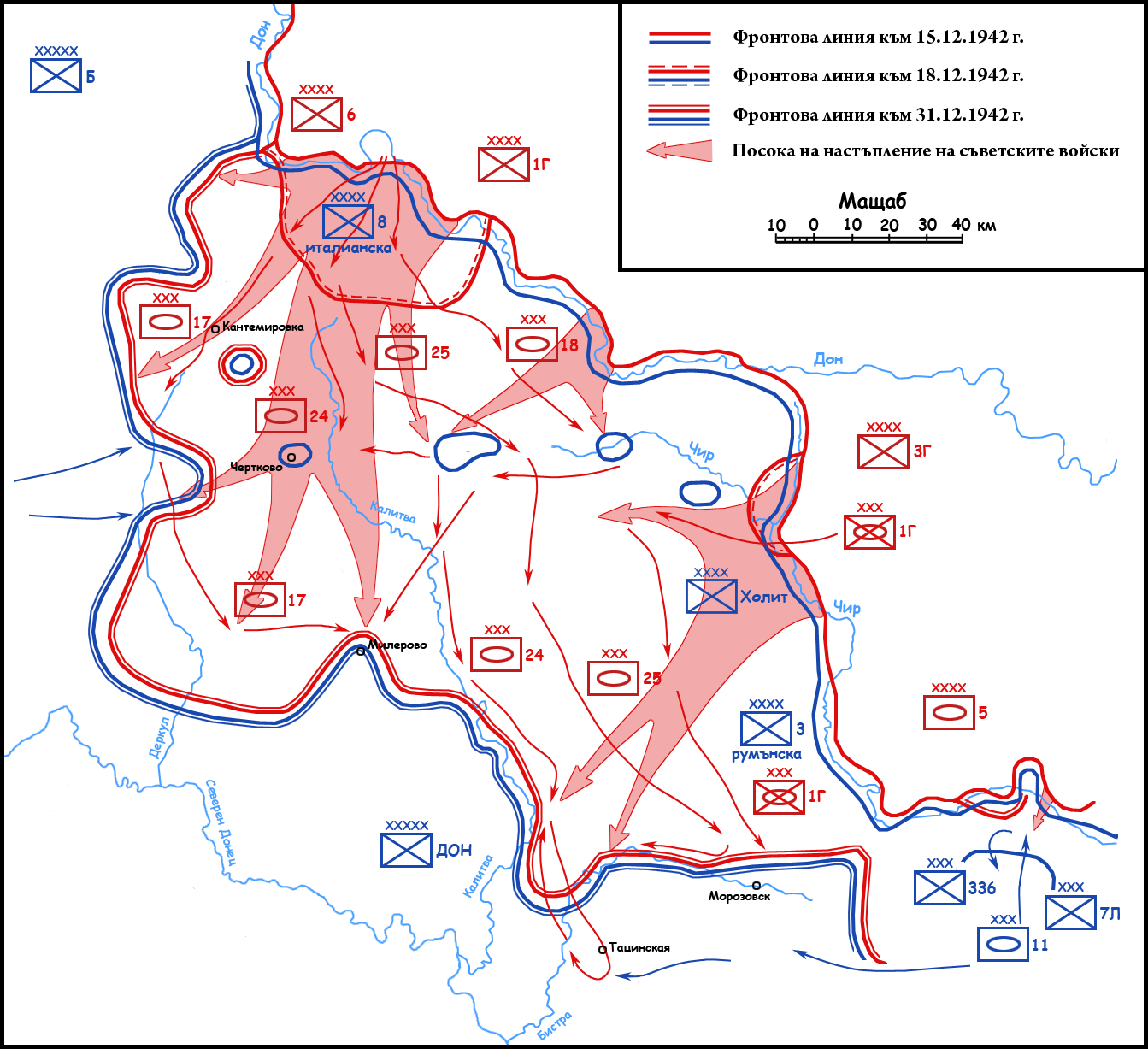
مراحل عملية زحل الصغير.

السوفيات الذين حشدوا 1.1 مليون جندي في منطقة ستاليغراد وما حولها، كانوا يعدون لهجوم معاكس كبير أطلق عليه اسم «عملية زحل»، الهدف منه محاصرة مجموعة الجيوش «أ» في القوقاز وتدميرها، لكن تهديد التقدم الألماني السريع دفعهم إلى تغيير خطتهم وتأخير بدايتها مع تقليص أهدافها فصارت الخطة المعدلة «عملية زحل الصغير» تستهدف تدمير الجيش الثامن الإيطالي الذي يحمي الجناح الأيسر لمجموعة جيوش الدون ومن ثمة مهاجمتها من الخلف. بعد ذلك سمح ستالين بسحب جيش الحرس الثاني (2nd Guards Army) الذي كان سيشارك في الخطة الأولى من جبهة الدون إلى جبهة ستالينغراد ونشره عبر نهر ميشكوفا لإيقاف الألمان.
بتاريخ 16 ديسمبر، 3 جيوش سوفياتية: جيش الحرس الأول، جيش الحرس الثالث، الجيش السادس شنوا «عملية زحل الصغير»  مهاجمين الجيش الثامن الإيطالي الذي ورغم المقاومة الشديدة لجنوده، تمكن السوفيات من تجاوزهم يوم 18 ديسمبر. الاختراق السوفيتي ورغم توقيفه، إلا أنه صار يشكل تهديدا للجناح الأيسر لمجموعة جيوش الدون، زيادة على وجود مدينة روستوف تحت تهديد هجوم جيش الحرس الثالث السوفيتي (3rd Guards Army) وما رافق الهجوم الألماني من خسائر كل ذلك أجبر مانشتاين على إعادة التفكير في استكماله للعملية. قائد مجموعة الدون وجد أنه في حالة استكماله الهجوم لن يتمكن من الدفاع عن جناحه الأيسر ومواصلة التقدم في نفس الوقت. ورغم تمكن فرقة البانزر 6 من عبور نهر ميشكوفا يوم 19 ديسمبر، إلا أن الجيش الرابع بانزر لم يتمكن من تحقيق مزيد من التقدم أمام المقاومة السوفيتية المتزايدة ما جعله منشغلا بمعارك دفاعية أكثر من الهجوم لإحكام خط الجبهة في انتظار موافقة هتلر وباولوس على قيام الجيش السادس بكسر الحصار والتحرك جنوبا صوبه.
يوم 23 ديسمبر، أمر مانشتاين فيلق البانزر 48 الذي كان يدافع عن جبهة نهر تشير بالتوجه لإحكام خط دفاع الجناح الأيسر المهدد بالانهيار أمام الهجوم السوفيتي وتوجيه الفرقة البانزر 6 لإحكام جبهة نهر تشير مكانه، ومع استمرار رفض هتلر لأي عملية كسر للحصار من قبل الجيش السادس ورفض حتى باولوس لها نظار لحالة جيشه التي لا تسمح بالقيام بالانسحاب، ومع عدم القدرة على الاستمرار في مواصلة الهجوم، قاد كل ذلك مانشتاين لإنهاء «عملية عاصفة الشتاء» وسحب كل قواته يوم 24 ديسمبر نحو نقطة انطلاقها.

### الفشل الألماني
ترافق فشل «عملية عاصفة الشتاء» في فتح ممر للجيش السادس مع فشل عملية الإمداد الجوي. ظروف جوية مرعبة، أعطال تقنية، كثافة نيران المضادات الأرضية والمقاتلات الاعتراضية السوفيتية، قاد ذلك إلى خسارة 488 طائرة ألمانية. فشلت «لوفتفافه» حتى في بلوغ الحجم اليومي الأدنى (106 طن) الذي وفرت الطائرات لأجله، كان متوسط الحجم الذي كان يسلم يوميا 85 طن. أنجح يوم كان 19 ديسمبر، سلمت فيه 262 طن من الإمدادات بعد 154 طلعة جوية. في بعض الأحيان كانت الإمدادات عديمة الجدوى، فقد وصلت طائرة محملة بـ 20 طن من الفودكا والألبسة الصيفية، أخرى وصلت محملة بالفلفل الأسود وتوابل المردقوش. الطائرات التي كانت تحط بسلامة كانت تقوم بإخلاء الفنيين المتخصصين، المرضى والجرحى من الحصار، تختلف المصادر في عدد الذين تم إخلائهم حيث يبلغ ما بين 25,000 إلى 30,000 بينما ذكر الكاتب الألماني بول كاريل أن عددهم بلغ 42,000، 5,000 منهم لم ينجوا.
كانت عمليات الإمداد الجوي تنطلق من مطار تاتسينسكايا. لكن في 24 ديسمبر، قام فيلق الدبابات 24 السوفيتي بقيادة الجنرال فاسيلي ميخائيلوفيتش بادنوف بمهاجمة المطار الذي كان محروسا فقط بـ7 مدافع فلاك 88 ملم مضادة للطائرات. 107 طائرة يو 52 و16 يو 86 أقلعت نحو نوفوتشركاسك. 107 تاركة ورائها 72 طائرة يو 52 وطائرات أخرى عديدة تحترق على المدرج. قاعدة جوية جديدة تم انشاؤها على بعد 320 كلم من ستاليغراد في مدينة سالسك. البعد الإضافي كان عقبة أخرى امام مجهودات الإمداد. سالسك هجرت هي أيضا منتصف يناير إلى زفيريفو والتي تمت مهاجمتها من قبل السوفيات يوم 18 يناير وتم بها تدمير 50 طائرة يو 52 إضافية.
الجيش السادس بدأ ببطء يعاني الجوع، الطيارون أثناء التفريغ كانوا مصدومين عندما وجدوا الجنود منهكين وجائعين، كان الألمان يتقاتلون على قطع الخبز الصغيرة. الجنرال كورت زايتسلر الذي آلمته محنتهم بدأ يحدد لنفسه نفس حصصهم الغذائية الصغيرة أثناء وجباته، بعد عدة أسابيع من تلك الحمية خسر 12 كلغ وصار هزيلا حتى أن هتلر انزعج وأمره شخصيا بتناول وجبات منتظمة مرة أخرى.
خسائر أسطول النقل الألماني كانت فادحة، حوالي 266 طائرة يو 52 دمرت، ما يعادل ثلث قوة الأسطول في الجبهة الشرقية، طائرات هي 111 دمر منها 165 أثناء عمليات النقل. الخسائر الأخرى كانت: 42 طائرة يو 86، 9 طائرات أف واي 200 كوندور، 5 مقنبلات هي 177 وطائرة يو 290. «لوفتفافه» خسرت أيضا حوالي 1000 فرد من أطقم المقنبلات ذوي الخبرة العالية:p.310. كانت خسائر لوفتفافة عالية جدا، لدرجة أن عدة أساطيل للنقل تتبع «لوفتفلوت 4» تم حلها بالكامل:p.122.
الجيش السادس صار الآن بعيدا عن أي أمل لإنقاذه، لم تعلم القوات المحاصرة بهذا وواصلت الاعتقاد بأن التعزيزات في طريقها إليهم. بعض الضباط طالبوا بأن يتحدى باولوس أمر هتلر بالبقاء سريعا وأن يقوم بعملية اختراق للطوق السوفيتي، باولوس رفض ذلك، بما أنه يمقت التفكير في عصيان الأوامر. أيضا، الانسحاب كان ممكنا في الأسابيع القليلة الأولى، فالجيش السادس حاليا لا يملك ما يكفي من الوقود والجنود الألمان سيجدون صعوبة بالغة في اختراق الخطوط السوفيتية سيرا على الأقدام في ظروف شتوية قاسية.

## الانتصار السوفيتي

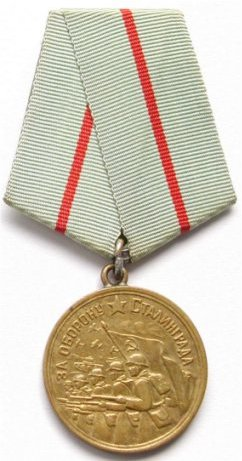
759,560 جنديا سوفياتيا تم تقليدهم هذه الميدالية بداية من 22 ديسمبر 1942 لدفاعهم عن ستالينغراد.

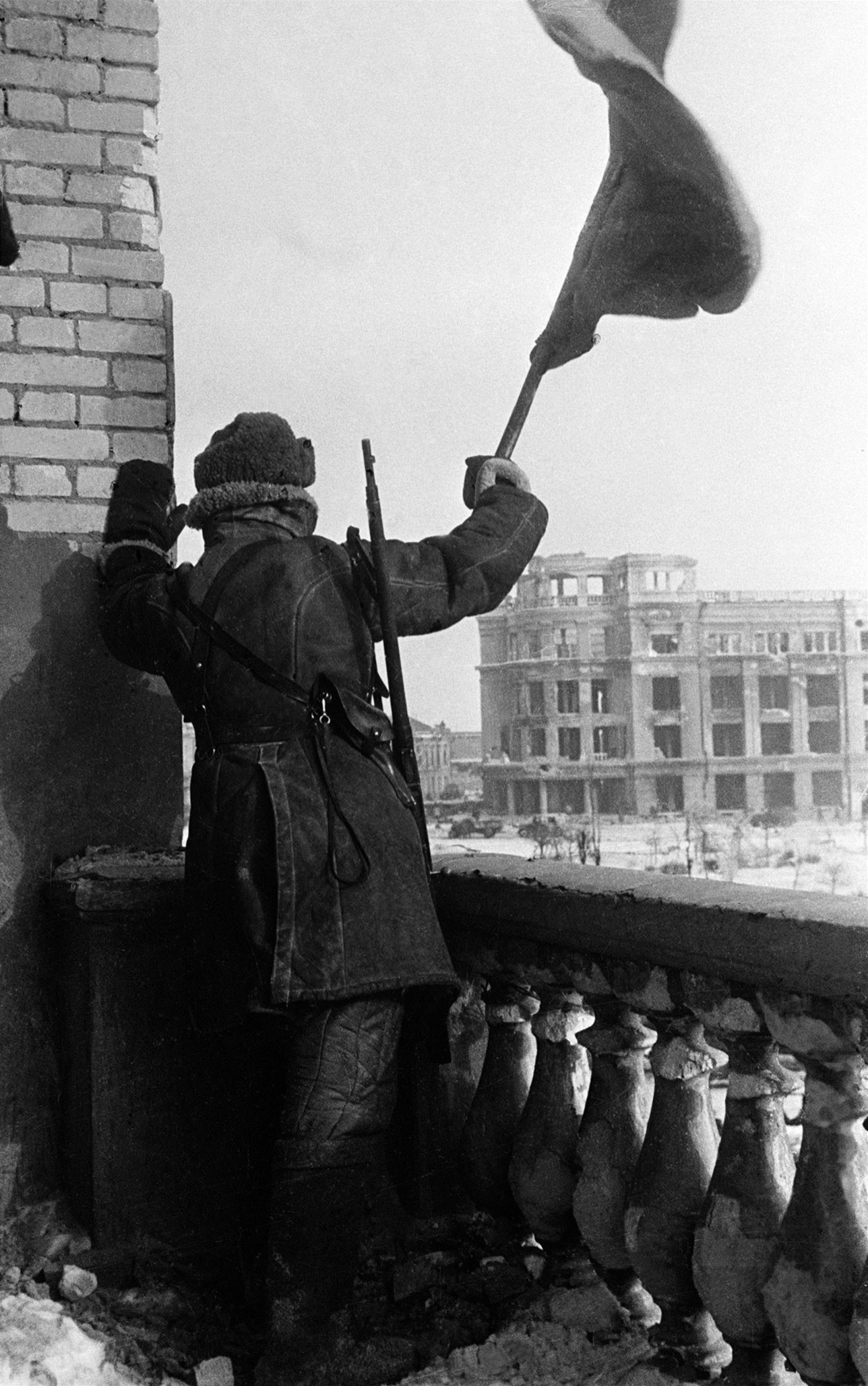
ستالينچراد، 2 فبراير/شباط 1943م. جندي من الجيش الأحمر للعمال والفلاحين أثناء رفع الراية الحمراء تكريمًا لتحرير المدينة من الغزاة النازيين في الساحة التي كان يقع فيها مقر المشير الألماني فريدريش باولوس (في الخلفية) في مبنى المتجر المركزي خلال الحرب الوطنية العظمى.

انسحبت القوات الألمانية من ضواحي المدينة إلى داخل المدينة نفسها، خسارة مطار بيتومنك يوم 16 يناير 1942 وبعده مطار غومراك (إما يوم 25 يناير:p96–97 أو ليلة 21-22 يناير) وضع نهاية لعمليات الإمداد الجوي وإخلاء المرضى والجرحى:p.98، المدرج الأخير الصالح المتوفر كان مدرج مدرسة «ستالينغرادسكاجا» للطيران، والذي سجل آخر عملية نزول واقلاع يوم 22-23 يناير، بعدها لم تسجل أي عملية أخرى لنزول الطائرات باستثناء عمليات كانت تقوم بها الطائرات الألمانية أحيانا لإلقاء الذخيرة والأغذية للجنود والتي استمرت للنهاية.
لم يعد الألمان يعانون الجوع فقط، بل نفاذ الذخيرة أيضا، رغم ذلك واصلوا المقاومة لاعنقادهم أن السوفيات سيعدمون كل من يستسلم، وخصوصا السوفيات الذين عملوا في الجيش الألماني والذين لم يكن لديهم أي التباس بشأن مصيرهم إذا ما اعتقلوا. السوفيات تفاجأوا بداية لعدد الألمان الكبير الذي تمت محاصرته، وكان عليهم تعزيز قوات الطوق. بدأت حرب مدن دموية مرة أخرى، لكن هذه المرة كان الألمان هم المجبرين على التراجع إلى ضفاف نهر الفولغا. لجأ الجنود الألمان إلى تثبيت شبكات أسلاك شائكة على النوافذ لحماية أنفسهم من القنابل اليدوية، لكن السوفيات عمدوا إلى تثبيت معالق صيد الأسماك عليها حتى تعلق عند رميها في شبكة الأسلاك.
أغلب الدبابات الألمانية تعطلت، والتي بقيت منها تشتغل استعملت في أحسن الأحوال كمراكز حراسة مؤقتة، أما السوفيات فلم يكلفوا أنفسهم عناء استعمال الدبابات في الأماكن التي يعطل فيها الدمار حركتها. أرسل السوفيات وفدا إلى باولوس للتفاوض معه، فإذا قبل الاستسلام خلال 24 ساعة، سيحصل على ضمان بسلامة كل الأسرى والعناية الطبية بالمرضى والجرحى، واحتفاظ جميع الأسرى بممتلكاتهم الشخصية مع حصولهم على وجبات غذائية منتظمة، وإرسالهم إلى أي دولة بعد الحرب. لكن باولوس الذي أمره هتلر بعدم الاستسلام، لم يرد على ذلك:p.283
.
في 22 يناير، طلب باولوس أن يتم منحه إذنا للاستسلام، رفض هتلر ذلك مطلقا لاعتبارات الشرف. وقام بمراسلة الجيش السادس ذاك اليوم معبرا على أنهم يقدمون بكفاحهم العظيم مساهمة تاريخية في التاريخ الألماني، ولهذا ينبغي الصمود «لآخر جندي ولآخر طلقة.» هتلر صرح لوزير دعايته غوبلز أن محنة الجيش السادس هي «دراما بطولية للتاريخ الألماني.»

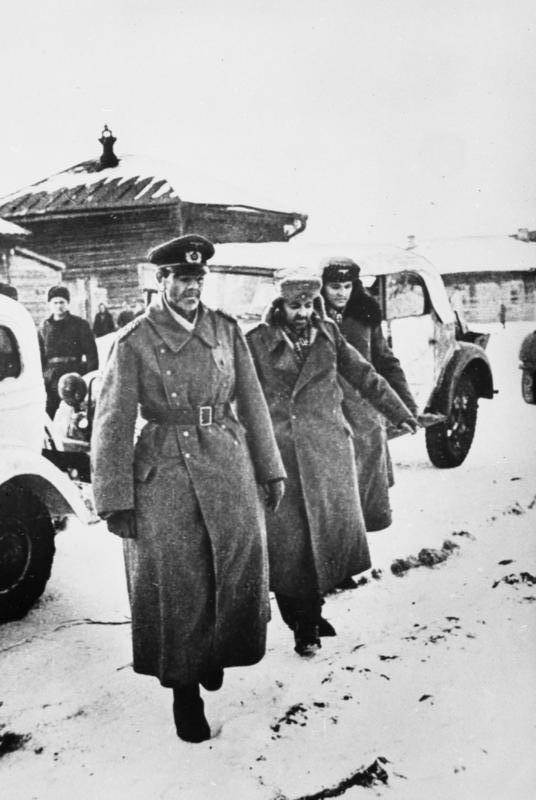
باولوس (يسار) بعد الاستسلام.

في 30 يناير 1943، الذكرى العاشرة لوصوله إلى السلطة، عيّن هتلر غوبلز لقراءة كلمة تتضمن عبارة «الكفاح البطولي لجنودنا في الفولغا يجب أن يكون عِظة للجميع لبذل قصارى جهودهم للكفاح من أجل حرية ألمانيا ومستقبل شعبها، وهذا بمعنى أوسع للحفاظ على كامل قارتنا». في نفس اليوم قام هتلر بترقية باولوس إلى منصب جنرال فيلد مارشال من منطلق أنه لم يسبق أبدا أن وقع قائد ألماني بمثل هذا المنصب في الأسر. هتلر اعتقد بهذا أن باولوس سيواصل القتال أو سيضع حدا لحياته. لكن بعد أن حاصرته القوات السوفيتية في مقر قيادته المدمر بمتجر غوم في اليوم الموالي، استسلم باولوس، وتبعه ما تبقى بعد ذلك من قوات الجيش السادس الذين استسلموا يوم 2 فبراير. 91,000 من الجنود المنهكين، المرضى، الجوعى، المنهارين وقعوا في الأسر وكان من بين هؤلاء 22 جنرالا و3,000 روماني من جنود فرقة الـ 20 للمشاة، الفرقة الأولى للخيالة وفصيلة «العقيد فويكو». غضب هتلر وأسرّ بأن باولوس «كان بإمكانه أن يحرر نفسه من كل الأحزان ويصعد للأبدية والخلود الوطني، لكنه فضل الذهاب إلى موسكو.»
لم يبلغ الشعب الألماني رسميا بكارثة الجيش السادس إلى غاية أواخر يناير 1943، رغم أن التقارير الإعلامية الايجابية توقفت أسابيع قبل الإعلان. كانت هزيمة ستالينغراد أول مرة تعلن فيها الحكومة النازية عن فشل في جهودها الحربية، ولم تكن فقط أول نكسة كبرى للجيش الألماني، بل هزيمة ساحقة تلقت فيها ألمانيا خسائر لم يسبق لها مثيل وتعادل تقريبا ما تلقاه الاتحاد السوفيتي، فالخسائر السابقة للإتحاد السوفيتي قبل ستالينغراد كانت عموما 3 مرات أكبر من خسائر الألمان. في 31 يناير، أعلنت الإذاعة الألمانية هزيمة ستالينغراد للشعب الألماني.
في 18 فبراير، قام وزير الدعاية الألماني جوزيف غوبلز بإلقاء خطابه الشهير للشعب الألماني من قصر الرياضة في برلين، شجع فيه الألمان على تقبل حرب شاملة تشترط جميع القدرات والمجهودات من كل الشعب.

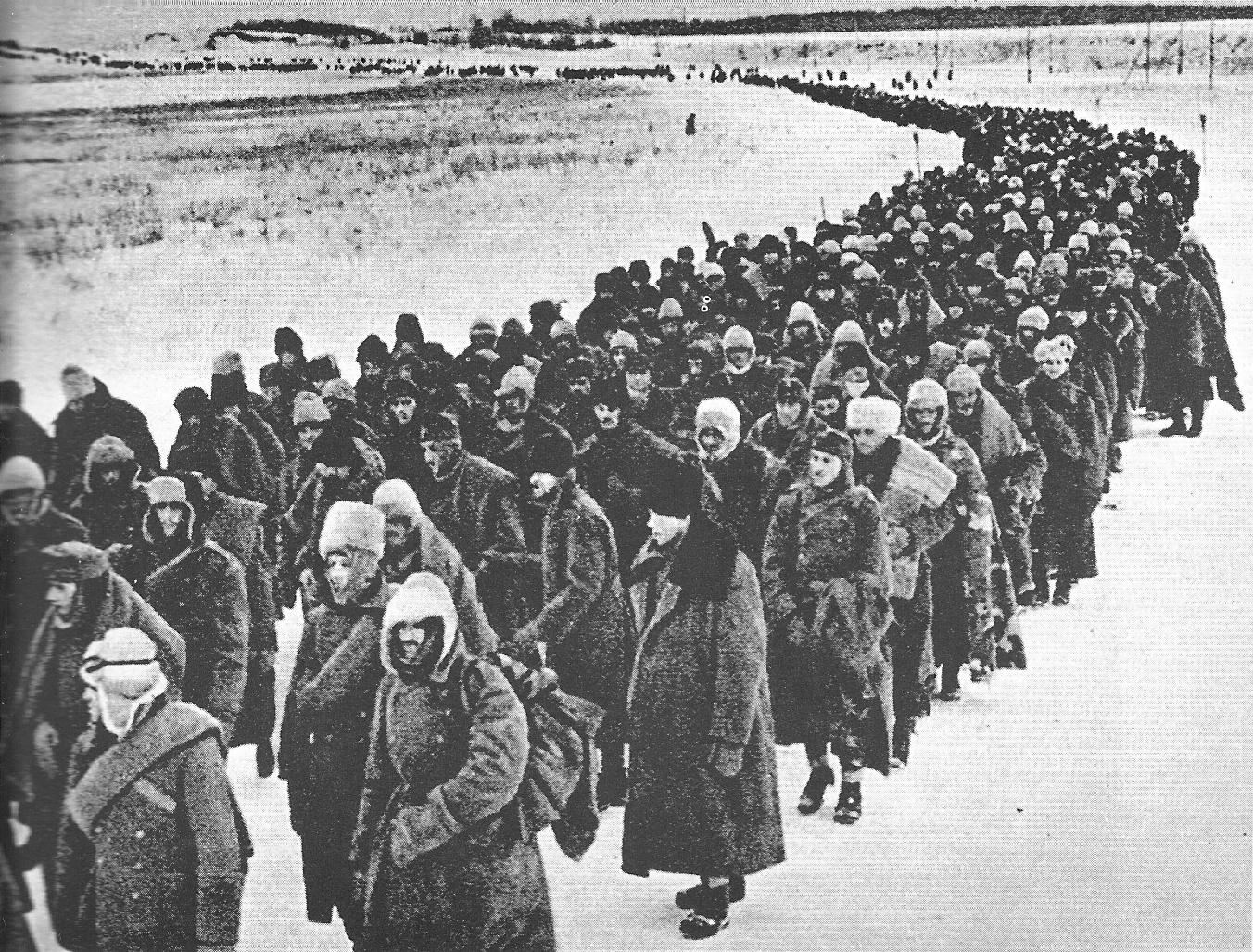
طابور من أسرى قوات المحور (1943).

استنادا إلى الفيلم الوثائقي الألماني «ستالينغراد»، رفض أكثر من 11,000 جندي ألماني تسليم أسلحتهم، لإيمانهم بمعتقداتهم النازية وتصورهم أن القتال إلى الموت أفضل من النهاية البطيئة في المعتقلات السوفيتية. المؤرخ «أومير بارتوف» لاحظ أن الـ 11,237 رسالة التي بعثها الجنود الألمان المحاصرون إلى ذويهم بين 20 ديسمبر و16 يناير، حمل أغلبها تعبير الجنود عن إيمانهم بالانتصار النهائي لألمانيا، ورغبتهم بالقتال والموت في ستالينغراد من أجل تحقيق الانتصار. «بارتوف» ذكر أن كثيرا من الجنود كانوا يدركون جيدا أنهم لن يكونوا قادرين على الخروج من ستالينغراد، لكنهم كانوا يتباهون بافتخار لتضحيتهم بأنفسهم في سبيل «الفوهرر».
استمرت باقي القوات في المقاومة، مستعملين الأقبية والمجاري للاختباء. لكن في أوائل مارس 1943، استسلمت جيوب المقاومة الصغيرة المعزولة التي تبقت. استنادا لوثائق المخابرات السوفيتية التي ظهرت في الفيلم، كشف تقرير للـNKVD يعود لتاريخ مارس 1943 عن عناد بعض المجوعات الألمانية:
تقرير لطاقم جبهة الدون صدر يوم 5 فبراير 1943 على الساعة 22:00 يقول:

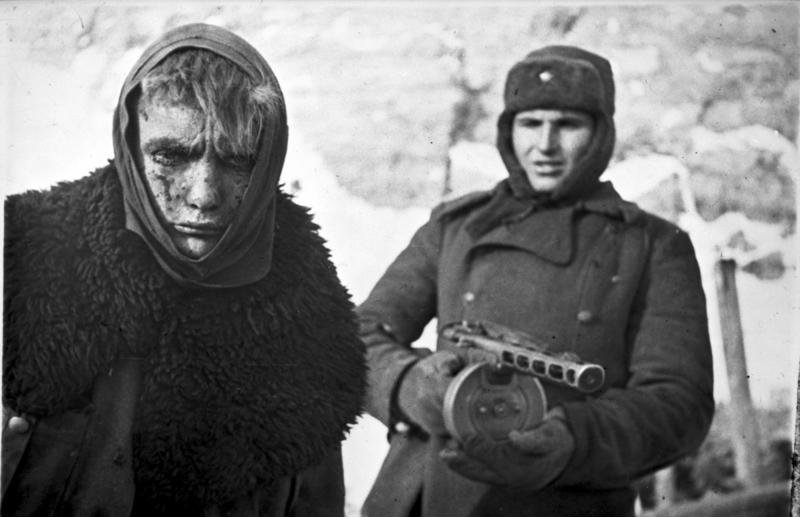
جندي سوفياتي يقود جنديا ألمانيا إلى الأسر.

من بين حوالي 110,000 من الألمان الذين أسروا في ستالينغراد، فقط حوالي 6,000 تمكنوا من العودة إلى بلادهم بعد نهاية الحرب. كانوا ضعافا بسبب الأمراض والجوع ونقص العناية الطبية طيلة فترة حصارهم.
تم إرسالهم في مسيرات موت (75,000 من الناجين توفوا خلال 3 أشهر من الاعتقال) إلى معتقلات الأسرى ثم معتقلات الأعمال الشاقة في كل نواحي الاتحاد السوفيتي. حوالي 35,000 وفرت لهم أخيرا وسائل نقل، لكن 17,000 منهم لم ينجوا. أغلبهم توفوا بسبب الجروح، الأمراض (خاصة التيفوس)، البرد، الإفراط في العمل، سوء التغذية والمعاملة السيئة. البعض الآخر تم إبقائه في المدينة للمساعدة في إعادة بنائها. في مارس 1943، حوالي 40,000 من الألمان ضحايا وباء التيفوس تم دفنهم في مقابر جماعية:369. كبار الضباط تم نقل مجموعة منهم إلى موسكو لأغراض الدعاية، وبعضهم التحق بـاللجنة الوطنية لألمانيا الحرة، آخرون ومن بينهم باولوس قاموا بالتوقيع على بيانات مضادة لهتلر والتي أذيعت على القوات الألمانية. باولوس بقي رهن الاعتقال إلى غاية 1952، بعدها انتقل إلى درسدن بشرق ألمانيا أين أكمل بقية أيام حياته مدافعا عن قرارته في ستالينغراد، ونقل عنه قوله أن الشيوعية هي أفضل أمل لأوربا ما بعد الحرب:p.280. الجنرال فالتر فون سيدلتز كورزباخ عرض تشكيل جيش مضاد لهتلر بالقوات الناجية من ستالينغراد، لكن السوفيات لم يوافقوا. إلى غاية سنة 1955 حتى تمكن الناجون الباقون من العودة بعد التماس تقدم به المستشار الألماني كونراد أديناور.

## في الثقافة الشعبية
الظروف القاسية للمعركة، بما في ذلك الشتاء السوفيتي الذي شل الألمان، قد خلدت في العديد من الأفلام الألمانية والروسية والبريطانية والأمريكية الأصل. ذكرى النضال تم تجسيدها في العديد من الكتب، نظرا لأهميته في إحباط الغزو الألماني، فضلا عن أهميته كعلامة على الهمجية العسكرية والمعاناة البشرية والخسائر في الأرواح الذي لم يسبق له مثيل.
ستالينغراد كانت موضوعا لقصيدة شاعر من الهند الغربية، يسمى روبرت بلاكمان. وقد نشرت قراءته للقصيدة باسم «الجانب ب» لروبرت وايت ستالين لم يتوقف قط في محاولتة لمواجهة تناقص الحرب الباردة كجزء من الاتحاد السوفيتي في هزيمة أدولف هتلر خلال الحرب العالمية الثانية.